# Liste von Persönlichkeiten der Stadt Stockholm
Dies ist eine Liste der Persönlichkeiten der Stadt Stockholm. Die Liste erhebt keinen Anspruch auf Vollständigkeit.

## Söhne und Töchter der Stadt
Folgende Persönlichkeiten sind in der Stadt geboren. Die Auflistung erfolgt chronologisch nach Geburtsjahr. Ob sie ihren späteren Wirkungskreis in Stockholm hatten oder nicht, ist dabei unerheblich.

### 16. Jahrhundert
- Erik XIV. (1533–1577), König von Schweden
- Katharina Wasa (1539–1610), Gräfin von Ostfriesland
- Magnus Gustavsson Wasa (1542–1595), schwedischer Prinz und Herzog von Östergötland
- Karl IX. (1550–1611), Reichsverweser
- Calixtus Kern (1577–1656), kursächsischer Bergbeamter
- Johan Franck (1590–1661), Arzt und Botaniker
- Gustav II. Adolf (1594–1632), König von Schweden
- Johan Banér (1596–1641), schwedischer Feldmarschall im Dreißigjährigen Krieg

### 17. Jahrhundert
- Conrad Mardefelt (≈1610–1688), Feldmarschall
- Lorenz von der Linde (1610–1670), Feldmarschall
- Johan Axelsson Oxenstierna (1611–1657), Staatsmann
- Bengt Skytte (1614–1683), Diplomat, Politiker und Sprachwissenschaftler
- Frederick Coyett (1615/20–1687), Gouverneur der Niederländischen Ostindien-Kompanie
- Gustav Gustavson (1616–1653), Sohn von König Gustav II. Adolf
- Simon Grundel-Helmfelt (1617–1676), Feldmarschall und Reichsrat
- Peter Julius Coyet (1618–1667), Diplomat
- Henrik Horn (1618–1693), Feldmarschall, Admiral und Generalgouverneur der Herzogtümer Bremen und Verden
- Erik Dahlberg (1625–1703), Feldmarschall und Festungsbaumeister
- Christina (1626–1689), Tochter von König Gustav II. Adolf
- Jürgen Kunckel (1634? – nach 1678), Lübecker Maler
- Axel Julius De la Gardie (1637–1710), Militär und Staatsmann
- Hans Wachtmeister zu Johannishus (1641–1714), Admiral, Feldherr und Politiker
- Nils Bielke (1644–1716), General
- Wilhelm Julius Coyet (1647–1709), Jurist, Diplomat und Regierungsbeamter
- Carl Piper (1647–1716), Staatsmann
- Eberhard Friedrich Taube von Odenkat (1648–1703), Admiral
- Gustav Carlsson von Börring (1649–1708), schwedischer Graf sowie friesischer Großgrundbesitzer, vorehelicher Sohn des Königs Carl X. Gustav
- Cornelius Anckarstjerna (1655–1714), Admiral und Freiherr
- Nicodemus Tessin der Jüngere (1654–1728), Architekt
- Karl XI. (1655–1697), König von Schweden
- Johann Gerdes (≈1656–1700), deutscher Professor der Medizin
- Raimund Faltz (1658–1703), Hofmedailleur, Wachsbossierer, Elfenbeinschnitzer und Miniaturmaler
- Sophia Brenner (1659–1730), Schriftstellerin
- Johan Dargemann (1659–1739), Fiskalbeamter
- Michael Dahl (≈1659–1733), Porträt- und Hofmaler
- Johann Reinhold von Patkul (1660–1707), livländischer und sächsischer Staatsmann
- David Richter der Ältere (1661–1735), schwedisch-deutscher Maler
- Lars Roberg (1664–1742), Mediziner
- Magnus Stenbock (1665–1717), Feldmarschall
- Magnus Lagerström (1666–1736), Regierungsbeamter und Kanzler von Schwedisch-Pommern
- Mauritz Lewenhaupt (1666–1735), Generalmajor
- Carl Gustav Heraeus (1671–1725/30), Hofantiquar, Gelehrter und Schriftsteller
- Lukas von Breda (1676–1752), Porträt-, Historien- und Landschaftsmaler
- Conrad Quensel (1676–1732), Astronom und Mathematiker
- Magnus von Bromell (1679–1731), Arzt und Mineraloge
- Carl Gyllenborg (1679–1746), Staatsmann
- Karl XII. (1682–1718), König von Schweden und Herzog von Bremen und Verden
- Carl Gustaf Bielke (1683–1754), Generalmajor und Diplomat
- Herman Cedercreutz (1684–1754), Graf, Reichsrat und Diplomat
- Lorenz Lange (1684–1752), schwedisch-russischer Forschungsreisender und Diplomat
- Georg Engelhard Schröder (1684–1750), Porträt- und Historienmaler
- Cornelius Loos (1686–1738), Generalmajor, Ingenieuroffizier, Zeichner und Orientreisender
- Gustav Otto Douglas (1687–1771), russischer General und Gouverneur
- Johann Nicolaus Pouget (1687–1735), Jesuit, später lutherischer Geistlicher
- Johann Harper (1688–1746), Maler
- Ulrika Eleonore (1688–1741), Königin von Schweden und Herzogin von Bremen-Verden
- Emanuel Swedenborg (1688–1772), Wissenschaftler, Mystiker und Theologe
- Balthasar Freiherr von Campenhausen (1689–1758), russischer Generalleutnant und Generalgouverneur Finnlands
- Anton Schultz (≈1690–1736), Medailleur und Stempelschneider
- Mårten Triewald (1691–1747), Händler, Techniker und Mitbegründer der Königlich Schwedischen Akademie der Wissenschaften
- Johan Helmich Roman (1694–1758), Komponist
- Martin van Meytens (1695–1770), Maler
- Anders Anton von Stiernman (1695–1765), Historiker
- Carl Gustaf Tessin (1695–1770), Politiker
- Christian Nettelbladt (1696–1775), deutscher Jurist
- Hans Heinrich Taube von Kudding (1698–1766), Hofmarschall
- Karl Friedrich (1700–1739), Herzog von Schleswig-Holstein-Gottorp
- Carl Hårleman (1700–1753), Architekt und Politiker

### 18. Jahrhundert
- Herman Diedrich Spöring (1701–1747), Mediziner
- Lorenz Pasch der Ältere (1702–1766), Porträtmaler
- Iwan Iwanowitsch Bezkoi (1704–1795), russischer Militär und Reformer
- Sten Carl Bielke (1709–1753), Freiherr
- Ulla Tessin (1711–1768), Hofdame, Oberhofmeisterin und Gräfin
- Anders Johan von Höpken (1712–1789), Politiker
- Hedwig Ulrike Taube von Odenkat (1714–1744), Gräfin und Mätresse
- Eric Hesselgren (1715–1803), lutherischer Theologe, Bischof von Harnösand
- Carl Fredrik Adelcrantz (1716–1796), Architekt
- Jean Eric Rehn (1717–1793), Architekt, Künstler und Formgestalter
- Hedvig Charlotta Nordenflycht (1718–1763), Schriftsteller
- Otto Jacob Zoege von Manteuffel (1718–1796), Diplomat und General
- Johann Ludwig von Hordt (1719–1798), preußischer Generalleutnant und Gouverneur der Zitadelle Spandau
- Ferdinand Zellbell (1719–1780), Organist und Komponist
- Carl Fredrik Adler (1720–1761), Naturforscher und Arzt
- Johann Karl Kellmann (1721–1807), Philologe und Hochschullehrer
- Gabriel Timotheus Lütkemann (1723–1795), Oberhofprediger und Bischof von Visby
- Karl Benedikt von Bremer (1724–?), königlich-preußischer Obrist und Chef des Garnisonsregiments Nr. 8
- Anton Johan Wrangel (1724–1799), Admiral
- Eva Ekeblad (1724–1786), Adlige, Agrarwissenschaftlerin und Salonière
- Jonathan Briant (1726–1810), Gründer der Herrnhuter Brüdergemeine in Christiansfeld
- Jakob Johann Taube von Kudding (1727–1799), Graf und Generalleutnant
- Maria Christina Bruhn (1732–1808), Unternehmerin und Erfinderin
- Pehr Hilleström (1732–1816), Maler
- Lorenz Pasch der Jüngere (1733–1805), Maler
- Ulrica Arfvidsson (1734–1801), Hellseherin und Okkultistin
- Ulrika Pasch (1735–1796), Malerin
- Friedrich Wilhelm von Hessenstein (1735–1808), Soldat und Staatsmann
- Elias Martin (1739–1818), Maler
- Carl Michael Bellman (1740–1795), Dichter und Komponist
- Johan Andreas Murray (1740–1791), Botaniker und Mediziner
- Elisabeth Olin (1740–1828), Opernsängerin (Sopran)
- Johan Tobias Sergel (1740–1814), Bildhauer und Zeichner
- Georg Haupt (1741–1784), Kunsthandwerker
- Erik Palmstedt (1741–1803), Architekt
- Elsa Fougt (1744–1826), Druckerin, Chefredakteurin und Journalistin
- Samuel Gustaf Hermelin (1744–1820), Geologe, Unternehmer und Kartograf
- Carl August Ehrensvärd (1745–1800), Zeichner, Architekt und Kunsttheoretiker
- Friedrich Ludwig Karl Finck von Finckenstein (1745–1818), preußischer Regierungspräsident
- Gustav III. (1746–1792), König von Schweden
- Eric Ruuth (1746–1820), Graf, Politiker und Marschall
- Uno von Troil (1746–1803), Erzbischof von Uppsala
- Karl XIII. (Schweden) (1748–1818), König von Schweden
- Anders Sparrman (1748–1820), Arzt, Botaniker und Ornithologe
- Carl Stenborg (1752–1813), Komponist
- Sophie Albertine von Schweden (1753–1829), Prinzessin
- Johan Wikmansson (1753–1800), Komponist
- Hans Axel von Fersen (1755–1810), Staatsmann
- Carl Gustaf af Leopold (1756–1829), Dichter und Schriftsteller
- Carl Axel Arrhenius (1757–1824), Artillerie-Offizier sowie Amateur-Geologe und Chemiker
- Gustaf von Paykull (1757–1826), Freiherr und Naturforscher
- Carl Frederik von Breda (1759–1818), Porträtmaler
- Charlotte Slottsberg (1760–1800), Balletttänzerin
- Gustaf Diedrich Taube von Odenkat (1761–1822), Graf, Rittmeister
- Johan David Åkerblad (1763–1819), Diplomat, Paläograf und Orientalist
- Johan August Sandels (1764–1831), Offizier und Politiker
- Carl Christoffer Gjörwell (1766–1837), Architekt
- Johan Wilhelm Palmstruch (1770–1811), Militär
- Karl Asmund Rudolphi (1771–1832), deutscher Naturforscher, Botaniker und Zoologe
- Carl Johan Schönherr (1772–1848), Entomologe
- Carl Axel Löwenhielm (1772–1861), Offizier, Diplomat und Minister
- Cordelia von Wedderkop (1774–1841), Malerin und Zeichnerin
- Per Krafft der Jüngere (1777–1863), Maler, Zeichner und Lithograph
- Gustav IV. Adolf (1778–1837), König von Schweden
- Otto Wilhelm Klinckowström (1778–1850), russisch-finnischer Politiker und Hofbeamter
- Wilhelmina Krafft (1778–1828), Porträt- und Miniaturmalerin
- Carolina Kuhlman (1778–1866), Schauspielerin und Sängerin
- Johan Gustaf Ruckman (1780–1862), Kupferstecher
- Gustaf Erik Hasselgren (1781–1827), Maler
- Jakob Cederström (1782–1857), Offizier
- Johan Gustaf Sandberg (1782–1854), Maler und Zeichner
- Fredric Westin (1782–1862), Geschichts- und Porträtmaler
- Jeanette Wässelius (1784–1853), Opernsängerin und Schauspielerin
- Johan Fredrik Berwald (1787–1861), Komponist
- Carolina Bock (1792–1872), Bühnenschauspielerin
- Carl Jonas Love Almqvist (1793–1866), Schriftsteller und Komponist
- Hjalmar Mörner (1794–1837), Graf, Offizier, Zeichner, Maler, Radierer und Lithograf
- Justina Casagli (1794–1841), Opernsängerin (Sopran)
- Charlotta Eriksson (1794–1862), Schauspielerin
- Sara Torsslow (1795–1859), Schauspielerin
- Franz Berwald (1796–1868), Komponist und Violinist
- Henriette Widerberg (1796–1872), Opernsängerin
- Jacquette Löwenhielm (1797–1839), Adlige und Mätresse von König Oskar I. von Schweden und Norwegen
- Christian August Berwald (1798–1869), Geiger und Musikpädagoge
- Gustav von Schweden (1799–1877), Prinz und österreichischer Feldmarschallleutnant

### 19. Jahrhundert

#### 1801 bis 1820
- Sophie Wilhelmine von Schleswig-Holstein-Gottorf (1801–1865), Großherzogin von Baden
- Emanuel Olde (1802–1885), Romanist, Anglist und Nordist
- Isak Albert Berg (1803–1886), Tenor, Gesangslehrer und Komponist
- Carl Johan Billmark (1804–1870), Zeichner, Graveur und Lithograf
- Per Conrad Boman (1804–1861), Komponist
- Marie Taglioni (1804–1884), italienische Tänzerin
- Prinzessin Amalie von Schweden (1805–1853), Tochter von König Gustav Adolf IV. von Schweden
- Johan Vilhelm Snellman (1806–1881), finnischer Philosoph, Journalist und Staatsmann
- Cäcilie von Schweden (1807–1844), Prinzessin von Schweden und Großherzogin von Oldenburg
- Sven Lovén (1809–1895), Naturforscher und Chorleiter
- Eduard von Oriola (1809–1862), preußischer Generalleutnant
- Carl Gustaf Qvarnström (1810–1867), Bildhauer und Maler
- August Theodor Blanche (1811–1868), Schriftsteller
- Isidor Dannström (1812–1897), Komponist
- Emilie Sofia Högquist (1812–1846), Schauspielerin und Mätresse von König Oskar I. von Schweden
- Antonina Bludowa (1813–1891), russische Hofdame, Schriftstellerin und Mäzenin
- Amalia Lindegren (1814–1891), Malerin
- Matilda Gelhaar (1814–1889), Opernsängerin
- Georg Theodor Chiewitz (1815–1862), schwedisch-finnischer Architekt und Bauingenieur
- Abraham Hirsch (1815–1900), Musikverleger
- Egron Lundgren (1815–1875), Maler und Schriftsteller
- Fredrik Wilhelm Scholander (1816–1881), Architekt, Maler und Dichter
- Mina Schück (1816–1906), Pianistin
- Johan Fredrik Åbom (1817–1900), Architekt
- Johan Henrik Antenor Nydqvist (1817–1914), Ingenieur und Industrieller
- Gustaf Lagerbjelke (1817–1895), Jurist, Abgeordneter und Parlamentspräsident
- Johan Jolin (1818–1884), Schauspieler und Dichter
- Jacob Axel Josephson (1818–1880), Komponist
- Jenny Lind (1820–1887), Opernsängerin
- Carl Frederik Nyman (1820–1893), Botaniker

#### 1821 bis 1840
- Edvard Scheutz (1821–1881), Rechenmaschinenkonstrukteur
- Oscar Byström (1821–1909), Komponist
- Julie Berwald (1822–1877), Opernsängerin
- Carl Graf Wachtmeister (1823–1871), Diplomat und Gesandter
- Bertha Valerius (1824–1895), Fotografin und Malerin
- Ferdinand Fagerlin (1825–1907), Maler
- Jeanette Møller (1825–1872), Malerin der Düsseldorfer Schule
- Mårten Eskil Winge (1825–1896), Maler, Illustrator und Professor
- Lea Ahlborn (1826–1897), Künstlerin
- Ivar Hallström (1826–1901), Komponist
- Karl XV. (1826–1872), König von Schweden
- Josefina Holmlund (1827–1905), Landschaftsmalerin
- Edvard Bergh (1828–1880), Landschaftsmaler der Düsseldorfer Schule sowie Notar
- Frans Hedberg (1828–1908), Dichter, Dramatiker und Librettist
- Lotten von Kræmer (1828–1912), Baronin, Schriftstellerin, Dichterin, Philanthropin und Frauenrechtlerin
- Julius Mankell (1828–1897), Offizier, Politiker und Militärhistoriker
- Axel Nordgren (1828–1888), schwedisch-deutscher Maler der Düsseldorfer Malerschule
- Carl d’Unker (1828–1866), schwedisch-deutscher Maler der Düsseldorfer Malerschule
- Robert Nobel (1829–1896), Industrieller, Ölmagnat und Bruder von Alfred Nobel
- Oskar II. (1829–1907), König von Schweden
- Eugénie (1830–1889), Prinzessin
- Ludwig Fredholm (1830–1891), Industrieller und Geschäftsmann
- Anders Gustaf Koskull (1831–1904), Genre- und Tiermaler der Düsseldorfer Schule
- Ludvig Nobel (1831–1888), Industrieller und Ölmagnat
- Ludvig Norman (1831–1885), Komponist, Dirigent, Pianist und Musiklehrer
- Albert Berg (1832–1916), Landschafts- und Marinemaler der Düsseldorfer Schule
- August Söderman (1832–1876), Komponist und Dirigent
- Carl Stål (1833–1878), Entomologe
- Gustaf Åkerhielm (1833–1900), Politiker
- Artur Hazelius (1833–1901), Philologe und Ethnograph
- Alfred Nobel (1833–1896), Chemiker, Erfinder des Dynamits sowie Stifter und Namensgeber des Nobelpreises
- Gustaf Emanuel Beskow (1834–1899), Pfarrer, Pädagoge und Reichstagsabgeordneter
- Alfred Wahlberg (1834–1906), Maler
- Guillaume Berggren (1835–1920), Fotograf
- Carl Axel Raab (1835–1871), Maler
- Gustav Zander (1835–1920), Arzt und Physiotherapeut
- Sextus Otto Lindberg (1835–1889), Arzt und Bryologe
- Oskar Anderson (1836–1868), Historien- und Tiermaler, Zeichner und Lithograf
- Hugo Hildebrand Hildebrandsson (1838–1925), Meteorologe
- Leonhard Labatt (1838–1897), Opernsänger
- Ernst Bernhard Schlegel (1838–1896), Notar, Genealoge, Heraldiker und Topograph
- Hilda Thegerström (1838–1907), Pianistin, Komponistin und Musikpädagogin
- Per Teodor Cleve (1840–1905), Naturforscher und Professor
- Jeanna Bauck (1840–1926), schwedisch-deutsche Landschaft- und Porträtmalerin

#### 1841 bis 1850
- Carl Hellström (1841–1916), Offizier, Maler, Karikaturist und Grafiker
- Carl Snoilsky (1841–1903), Dichter
- Erik Gustaf Boström (1842–1907), Politiker
- Hans Hildebrand (1842–1913), Prähistoriker
- Gustaf Retzius (1842–1919), Histologe
- Kerstin Cardon (1843–1924), Malerin
- Lilly Engström (1843–1921), Lehrerin und Frauenrechtlerin
- Oscar Montelius (1843–1921), Prähistoriker und Reichsarchivar
- Wilhelmina von Hallwyl (1844–1930), Gräfin und Kunstmäzenin
- Ernst-Arved Senft (1844–1903), Schweizer evangelischer Geistlicher und Bischof der Evangelischen Brüder-Unität
- Robert Themptander (1844–1897), Politiker
- Gustaf Cederström (1845–1933), Historienmaler
- Otto Magnus Höglund (1846–1933), Kaufmann, Reichstags- und Kommunalpolitiker
- Magnus Gösta Mittag-Leffler (1846–1927), Mathematiker
- Gustaf Eisen (1847–1940), Naturforscher
- Anne Charlotte Leffler (1849–1892), Schriftstellerin
- August Strindberg (1849–1912), Schriftsteller und Künstler
- Gustaf Cederschiöld (1849–1928), Sprachwissenschaftler und Wörterbuchredakteur

#### 1851 bis 1860
- Richard Andersson (1851–1918), Komponist, Pianist und Musikpädagoge
- Ernst Josephson (1851–1906), Maler
- Lotten Dahlgren (1851–1934), Autorin, Journalistin, Redakteurin und Feministin
- Louise von Schweden-Norwegen (1851–1926), schwedische Prinzessin
- Knut Wicksell (1851–1926), Ökonom
- Johan Ramstedt (1852–1935), Politiker
- Mathilda Roos (1852–1907), Schriftstellerin
- Olof Sörling (1852–1927), Grafiker, Pädagoge und Zeichner
- Gerhard Holm (1853–1926), Geologe und Paläontologe
- Carl Larsson (1853–1919), Künstler
- Emil Sjögren (1853–1918), Komponist und Pianist
- Knut Agathon Wallenberg (1853–1938), Bankier und Politiker
- Axel Axelson (1854–1892), Landschafts-, Architektur- und Interieurmaler
- Anna Sandström (1854–1931), Lehrerin, Reformpädagogin und Frauenrechtlerin
- Anna Branting (1855–1950), Schriftstellerin und Journalistin
- Georg Nordensvan (1855–1932), Schriftsteller und Kunsthistoriker
- Anna Roos (1855–1927), Frauenrechtlerin, Sozialarbeiterin und Missionarin
- Hilma Angered Strandberg (1855–1927), Schriftstellerin
- Carolina Benedicks-Bruce (1856–1935), Bildhauerin und Grafikerin
- Karl Otto Bonnier (1856–1941), Verleger
- Tekla Nordström (1856–1937), Xylografin
- Edvard Fredin (1857–1889), Dichter, Schriftsteller, Schauspieler, Theaterkritiker und Übersetzer
- Ernst Trygger (1857–1943), Rechtswissenschaftler, Politiker und Ministerpräsident von Schweden
- Eva Bonnier (1857–1909), Malerin, Bildhauerin und Mäzenin
- Mina Carlson-Bredberg (1857–1943), Malerin
- Richard Bergh (1858–1919), Künstler
- Gerard Jakob De Geer (1858–1943), Geologe
- Emmy Köhler (1858–1925), Schriftstellerin, Komponistin und Lehrerin
- Charles August Lindbergh (1859–1924), US-amerikanischer Politiker
- Anna Palm de Rosa (1859–1924), Landschaftsmalerin
- Erik Åkerberg (1860–1938), Komponist
- Oscar William Bergman (1860–1929), Generalmajor, Artillerist, Erfinder, Sachbuchautor, Waffentechniker und Militärwissenschaftler
- Karl Petrus Theodor Bohlin (1860–1939), Astronom
- Hjalmar Branting (1860–1925), Politiker
- Hilda Ericsson (1860–1941), Unternehmerin
- Ferdinand von Grumme-Douglas (1860–1937), deutscher Konteradmiral und Politiker
- Carl Lindhagen (1860–1946), Sozialist und Pazifist
- Karl Staaff (1860–1915), Politiker
- Oscar Björck (1860–1929), Genremaler und Porträtmaler

#### 1861 bis 1870
- Carl von Schweden (1861–1951), Prinz von Schweden, Herzog von Västergötland
- Sigrid Arnoldson (1861–1943), Opernsängerin und Gesangslehrerin
- Ivar Bendixson (1861–1935), Mathematiker
- Ernst Müller-Holm (1861–1927), deutscher Schriftsteller
- Fanny Brate (1862–1940), Malerin
- Fredrik Vilhelm Hansen (1862–1929), Bauingenieur
- Ellen Gulbranson (1863–1947), schwedisch-norwegische Sängerin
- Fredrik Lilljekvist (1863–1932), Architekt
- Anna Boberg (1864–1935), Malerin, Keramikerin und Porzellanmalerin
- Ludwig Norman-Neruda (1864–1898), englischer Alpinist
- Hanna Pauli (1864–1940), Malerin
- Gustaf Fredrik Steffen (1864–1929), Nationalökonom und Soziologe
- Hugo Clason (1865–1935), Regattasegler
- Sven Hedin (1865–1952), Geograph, Topograph, Entdeckungsreisender, Fotograf und Reiseschriftsteller
- Einar Lönnberg (1865–1942), Zoologe und Naturschützer
- Gustaf Söderström (1865–1958), Leichtathlet
- Frida Stéenhoff (1865–1945), Frauenrechtlerin und Autorin
- Tor Aulin (1866–1914), Komponist
- Gustav Cassel (1866–1945), Professor der Volkswirtschaft
- Erik Ivar Fredholm (1866–1927), Mathematiker
- Per Hallström (1866–1960), Schriftsteller, Übersetzer und Ingenieur
- Ragnar Östberg (1866–1945), Architekt
- Brynolf Wennerberg (1866–1950), Plakatkünstler und Maler
- Erik Staaff (1867–1936), Romanist und Hispanist
- Carl Gustaf Taube von Odenkat (1867–1941), schwedischer Graf und Landvermessungsingenieur
- Katarina Beskow (1867–1939), Schachspielerin
- Clarence von Rosen (1867–1955), Sportfunktionär
- Ernst Didring (1868–1931), Schriftsteller
- Carl von Essen (1868–1949), Adliger
- Gustaf Fjæstad (1868–1948), Maler
- Anna Hofman-Uddgren (1868–1947), Schauspielerin, Sängerin, Theater- und Filmregisseurin
- Mary Karadja (1868–1943), Spiritistin und Antisemitin
- Oscar Almgren (1869–1945), Prähistoriker
- Stina Berg (1869–1930), Schauspielerin
- Bo Bergman (1869–1967), Schriftsteller, Theater- und Literaturkritiker
- Hjalmar Söderberg (1869–1941), Schriftsteller
- Ellen Ammann (1870–1932), schwedisch-deutsche Politikerin
- Elisabeth Beskow (1870–1928), Schriftstellerin
- Helge von Koch (1870–1924), Mathematiker
- Anna Lindhagen (1870–1941), Politikerin und Frauenrechtlerin
- Hugo Sällström (1870–1951), Regattasegler
- Ragnar Sohlman (1870–1948), Chemieingenieur

#### 1871 bis 1880

##### 1871 bis 1875
- Hilda Borgström (1871–1953), Schauspielerin
- Johan Alfred Björling (1871–1892), Polarforscher
- Gerda Lundequist (1871–1959), Theaterschauspielerin
- Wilhelm Stenhammar (1871–1927), Komponist, Pianist und Dirigent
- Hugo Alfvén (1872–1960), Komponist und Dirigent
- Carl Bonde (1872–1957), Dressurreiter
- Gerhard Halfred von Koch (1872–1948), Sozialpolitiker
- Nils Strindberg (1872–1897), Wissenschaftler und Fotograf
- Josef Sachs (1872–1949), Unternehmer und Mäzen
- Björn Ahlgrensson (1872–1918), Maler
- Östen Bergstrand (1873–1948), Astronom
- Ellen Hagen (1873–1967), Frauenrechtlerin, Politikerin und Autorin
- Erik Lindberg (1873–1966), Bildhauer und Graveur
- Nils Santesson (1873–1960), Zinngießer, Bildhauer und Schriftsteller
- Elsa Beskow (1874–1953), Kinderbuchautorin, Malerin und Illustratorin
- Vagn Walfrid Ekman (1874–1954), Physiker und Ozeanograph
- Fritz Lindström (1874–1962), Maler
- Johan Richard Ohlsson (1874–1940), Violinist und Komponist
- Karl Wahlberg (1874–1934), Curler
- Fredrik Ljungström (1875–1964), Ingenieur, Konstrukteur und Industrieller
- Henrik Sjöberg (1875–1905), Leichtathlet und Turner
- Gustaf Upmark der Jüngere (1875–1928), Kunsthistoriker
- Victor Wallenberg (1875–1970), schwedischer Sportschütze

##### 1876 bis 1880
- Astrid Ahnfelt (1876–1962), Schriftstellerin
- Gustav Elmen (1876–1957), schwedisch-US-amerikanischer Elektrotechniker und Metallurge
- Wolmar Fellenius (1876–1957), Geotechniker
- Oskar Andersson (1877–1906), Comiczeichner
- Olof Aschberg (1877–1960), Bankier
- Anton Gustafsson (1877–1943), Tauzieher
- Wilhelm Jansson (1877–1923), schwedisch-deutscher Gewerkschafter
- Erland Nordenskiöld (1877–1932), Ethnologe und Anthropologe
- Victor Arendorff (1878–1958), Schriftsteller, Journalist und Dichter
- Gustaf W. Cronquist (1878–1967), Amateurfotograf
- Nils Klein (1878–1936), Sportschütze
- Lizzy Lind-af-Hageby (1878–1963), schwedisch-britische Autorin und Aktivistin
- Natanael Berg (1879–1957), Komponist
- Margareta Cederschiöld (1879–1962), Tennisspielerin
- Julia Claussen (1879–1941), Sängerin und Musikpädagogin
- Sigurd Curman (1879–1966), Architekt, Kunsthistoriker und Denkmalpfleger
- Erik Eriksson (1879–1940), Schwimmer
- Eli Heckscher (1879–1952), Wirtschaftshistoriker und Ökonom
- Elsa Moeschlin-Hammar (1879–1950), schwedisch-schweizerische Malerin, Grafikerin, Illustratorin und Autorin
- Otto Olsson (1879–1964), Organist und Komponist
- Nils Persson (1879–1941), Regattasegler
- Signe von Rappe (1879–1974), Sopranistin
- Erik Severin (1879–1942), Curler
- Carl Svensson (1879–1956), Tauzieher
- Eric von Rosen (1879–1948), Entdecker
- Ewald Bosse (1880–1956), norwegischer Volkswirt und Soziologe
- Kristian Hellström (1880–1946), Mittel- und Langstreckenläufer
- Nils Widforss (1880–1960), Turner

#### 1881 bis 1890

##### 1881 bis 1885
- Arvid Bæckström (1881–1964), Archivar, Bibliothekar, Museumskurator und Historiker
- Sven Berglund (1881–1937), Erfinder und Filmpionier
- Ernst Fast (1881–1959), Leichtathlet
- Johan Hübner von Holst (1881–1945), Sportschütze
- Karl Gustaf Staaf (1881–1953), Leichtathlet
- Bruno Söderström (1881–1969), Leichtathlet
- John Svanberg (1881–1957), Langstreckenläufer
- Carl Jahnzon (1881–1955), Hammerwerfer
- Nils Wohlin (1881–1948), Statistiker, Beamter und Politiker
- Gunnar Setterwall (1881–1928), Tennisspieler
- Anna Warburg (1881–1967), Kindergärtnerin und Pädagogin=
- Gustav VI. Adolf (1882–1973), König von Schweden
- Gösta Bagge (1882–1951), Wirtschaftsprofessor und Politiker
- Gustaf Grönberger (1882–1972), Arzt und Tauzieher
- Sigfrid Siwertz (1882–1970), Schriftsteller
- Axel Sjöblom (1882–1951), Turner
- Helmer Smith (1882–1956), Indologe
- Fanny von Wilamowitz-Moellendorff (1882–1958), Schriftstellerin
- Gregori Aminoff (1883–1947), Künstler
- Erik Leonard Ekman (1883–1931), Botaniker
- Mollie Faustman (1883–1966), Malerin, Illustratorin, Journalistin und Autorin
- Per Fjästad (1883–1955), Schwimmer
- Erik Granfelt (1883–1962), Turner, Tauzieher und Fußballspieler
- Edward Hald (1883–1980), Maler, Grafiker und Glaskünstler
- Bengt Heyman (1883–1942), Regattasegler
- Georg de Laval (1883–1970), Sportschütze und Moderner Fünfkämpfer
- Gustaf Lindblom (1883–1976), Fechter
- Axel Runström (1883–1943), Wasserballspieler und Wasserspringer
- Anton Wilhelm Brøgger (1884–1951), Historiker und Politiker
- Gösta Lilliehöök (1884–1974), Sportler
- Nils Hjalmar Odhner (1884–1973), Malakologe
- Ture Rangström (1884–1947), Komponist, Dirigent, Gesangslehrer und Musikkritiker
- Nils Chrisander (1884–1947), Schauspieler und Filmregisseur
- Carl Wilhelm Petersén (1884–1973), Curler
- Axel Ljung (1884–1938), Leichtathlet und Turner
- Axel Norling (1884–1964), Sportler
- Carl Kempe (1884–1967), Tennisspieler
- Gunnar Asplund (1885–1940), Architekt
- Nils Robert Hellsten (1885–1963), Turner
- Iwan Lamby (1885–1970), Regattasegler
- Bror Meyer (1885–1956), Eiskunstläufer
- Theodor Nauman (1885–1947), Wasserballspieler
- Leonard Peterson (1885–1956), Turner
- Per Thorén (1885–1962), Eiskunstläufer
- Frank Martin (1885–1962), Springreiter

##### 1886 bis 1890
- Robert Andersson (1886–1972), Wasserballspieler
- Per Bergman (1886–1950), Regattasegler
- Astrid Berwald (1886–1982), Pianistin und Musikpädagogin
- Nils Erik Hellsten (1886–1962), Fechter
- Albin Johansson (1886–1968), Unternehmer
- Emanuel Jonasson (1886–1956), Komponist und Musiker
- Patrik de Laval (1886–1974), Sportschütze und Moderner Fünfkämpfer
- Ejnar Olsson (1886–1983), Skispringer, Nordischer Kombinierer und Fußballspieler
- Hugo Jahnke (1886–1939), Turner
- Edward Dahl (1886–1961), Mittel- und Langstreckenläufer
- Ragnar Ekberg (1886–1966), Leichtathlet
- Harry von Eckermann (1886–1969), Mineraloge
- Erik Lindqvist (1886–1934), Regattasegler
- Frans Möller (1886–1954), Tennisspieler
- Karl Ansén (1887–1959), Fußballspieler
- Nils Granfelt (1887–1959), Turner
- Hugo Johansson (1887–1977), Sportschütze
- Folke Johnson (1887–1962), Regattasegler
- Lisa Regnell (1887–1979), Wasserspringerin
- Sven Rosén (1887–1963), Turner
- Gustaf Törnros (1887–1941), Marathonläufer
- Adolf Andersson (1888–1985), Schwimmer
- Anders Knutsson Ångström (1888–1981), Physiker und Meteorologe
- Vilhelm Bryde (1888–1974), Filmarchitekt, Filmproduzent, Filmschauspieler, Filmfirmenmanager
- Gösta Carell (1888–1962), Bildhauer und Medailleur
- Erik de Laval (1888–1973), Pentathlet
- Siri Derkert (1888–1973), Künstlerin des Expressionismus
- Carin Göring (1888–1931), Ehefrau von Hermann Göring
- Henrik Lundegårdh (1888–1969), Botaniker
- Carl Malmsten (1888–1972), Möbeldesigner
- Osvald Moberg (1888–1933), Turner
- Daniel Norling (1888–1958), Geräteturner und Springreiter
- Ivar Rooth (1888–1972), Bankier
- Nikolaus von Arseniew (1888–1977), Religionswissenschaftler
- Hans von Rosen (1888–1952), Reiter und zweifacher Olympiasieger
- Ernst Wide (1888–1950), Mittel- und Langstreckenläufer
- Gustaf Wretman (1888–1949), Schwimmer
- Nils Andersson (1889–1973), Schwimmer
- Carl-Ehrenfried Carlberg (1889–1962), Turner
- Isaac Grünewald (1889–1946), Maler, Grafiker und Bühnenbildner
- Rolf Johnsson (1889–1931), Turner
- Boo Kullberg (1889–1962), Turner
- Nils Lindh (1889–1957), Skispringer und Nordischer Kombinierer
- Theodor Malm (1889–1950), Fußballspieler
- Sven Markelius (1889–1972), Architekt
- Sigrid Onégin (1889–1943), deutsche Opern- und Konzertsängerin
- Hjalmar Procopé (1889–1954), finnischer Politiker (Schwedische Volkspartei), Mitglied des Reichstags und Diplomat
- Elsa Textorius (1889–1972), Schauspielerin
- Gustav Collin (1890–1966), Schwimmer
- Gösta Ekman (1890–1938), Theater- und Filmschauspieler
- Harald Julin (1890–1967), Schwimmer und Wasserballspieler
- Sigurd Kander (1890–1980), Regattasegler
- Per Lindberg (1890–1944), Theater- und Filmregisseur
- Karl Lindahl (1890–1960), Turner
- Åge Lundström (1890–1975), General der Schwedischen Luftwaffe
- Karl Michaëlsson (1890–1961), Romanist
- Per Nilsson (1890–1964), Turner
- Edward Wennerholm (1890–1943), Turner

#### 1891 bis 1900

##### 1891 bis 1895
- Erik Almlöf (1891–1971), Dreispringer
- Vilhelm Andersson (1891–1933), Schwimmer und Wasserballspieler
- Erik Bergqvist (1891–1954), Schwimmer, Wasserballspieler und Fußballspieler
- Rune Bergström (1891–1964), Fußballspieler
- Karin Branzell (1891–1974), Opernsängerin (Mezzosopran)
- Birger Dahlerus (1891–1957), Großindustrieller
- Gustaf Dyrssen (1891–1981), Militär und Sportler
- Dagmar Ebbesen (1891–1954), Schauspielerin
- Nils Flyg (1891–1943), Politiker (SKP), Mitglied des Schwedischen Reichstags
- Götrik Frykman (1891–1944), schwedischer Fußball- und Bandyspieler
- Karl Gerhard (1891–1964), Schauspieler, Theaterregisseur und -leiter sowie Liederschreiber
- Oscar Hamrén (1891–1960), Schwimmer
- Ragnar Josephson (1891–1966), Kunsthistoriker und Schriftsteller
- Karin Kock (1891–1976), Ökonomin und Politikerin
- Ester Blenda Nordström (1891–1948), Journalistin und Schriftstellerin
- Erik Robert Lindahl (1891–1960), Nationalökonom
- Hanna Rydh (1891–1964), Prähistorikerin, Politikerin und Frauenrechtlerin
- Herbert Westermark (1891–1981), Mediziner und Segler
- Erik Adlerz (1892–1975), Wasserspringer
- Menotti Jakobsson (1892–1970), Skispringer und Nordischer Kombinierer
- John Jansson (1892–1943), Wasserspringer
- Karl-Axel Kullerstrand (1892–1981), Hochspringer
- René Malaise (1892–1978), Entomologe und Reiseschriftsteller
- David Theander (1892–1985), Schwimmer
- Nils Westermark (1892–1980), Radiologe und Segler
- Erik Carlsson (1893–1981), Gewichtheber
- Johan Erik Friborg (1893–1968), Radrennfahrer
- Gillis Grafström (1893–1938), Eiskunstläufer
- Nils-Erik Haglund (1893–1921), Schwimmer
- Ragnar Malm (1893–1958), Radrennfahrer
- Harry Stangenberg (1893–1941), Opernregisseur
- Gunnar Sundman (1893–1946), Schwimmer
- Alvar Thiel (1893–1973), Regattasegler
- Gustaf Carlson (1894–1942), Fußballspieler
- Ewald Dahlskog (1894–1950), Künstler
- Paul Falk (1894–1974), Romanist
- Jenny Hasselquist (1894–1978), Tänzerin und Schauspielerin
- Thor Henning (1894–1967), Schwimmer
- Axel-Herman Nilsson (1894–1989), Skispringer und Nordischer Kombinierer
- Nils Svenningsen (1894–1985), dänischer Jurist und Diplomat
- Folke Bernadotte (1895–1948), Offizier und Philanthrop
- Elsa Björklund (1895–1970), Schwimmerin
- Ture Hedman (1895–1950), Turner
- Paul Hedqvist (1895–1977), Architekt
- Uno Henning (1895–1970), Schauspieler
- Greta Johansson (1895–1978), Wasserspringerin und Schwimmerin
- Sonja Johnsson (1895–1986), Schwimmerin
- Svea Norén (1895–1985), Eiskunstläuferin
- Gustaf Einar Du Rietz (1895–1967), Botaniker, Ökologe und Pflanzensoziologe
- Gösta Törner (1895–1971), Turner
- Allan Vougt (1895–1953), Politiker

##### 1896 bis 1900
- Erik Andersson (1896–1985), Schwimmer und Wasserballspieler
- Nils Backlund (1896–1964), Wasserballspieler
- Eric Grate (1896–1983), Bildhauer, Maler und Grafiker
- Greta Hammarsten (1896–1964), Medizinerin, Biochemikerin und Hochschullehrerin
- Sven Lundgren (1896–1960), Mittel- und Langstreckenläufer
- Henning Müller (1896–1980), Tennisspieler
- Gösta Runö (1896–1922), Pentathlet
- Rolf Sievert (1896–1966), Physiker
- Uno Åhrén (1897–1977), Architekt und Stadtplaner
- Jacob Bjerknes (1897–1975), norwegisch-amerikanischer Meteorologe
- Hans Granfelt (1897–1963), Degenfechter und Diskuswerfer
- Emy Machnow (1897–1974), Schwimmerin
- Leonie Pilewski-Karlsson (1897–1992), Architektin und Malerin
- Curt Sjöberg (1897–1948), Turner und Wasserspringer
- Carl-Gustaf Rossby (1898–1957), schwedisch-US-amerikanischer Meteorologe
- Harry Sundberg (1898–1945), Eishockey- und Fußballspieler
- Nils Sundh (1898–1969), Skispringer
- Torsten Vinell (1898–1968), Diplomat
- Karin Ageman (1899–1950), Designerin, Zeichnerin und Buchkünstlerin
- Bo Lindman (1899–1992), Fünfkämpfer und Fechter
- Johan Gabriel Oxenstierna (1899–1995), Angehöriger der Marine, Fünfkämpfer
- Folke Rogard (1899–1973), Schachfunktionär
- Birger Holmqvist (1900–1989), Eishockeyspieler
- Gustaf Johansson (1900–1971), Eishockeyspieler
- Albert Öijermark (1900–1970), Fußballspieler

### 20. Jahrhundert

#### 1901 bis 1910

##### 1901
- Kristian Bjerknes (1901–1981), norwegischer Architekt, Konservator und Autor
- Åke Borg (1901–1973), Schwimmer
- Arne Borg (1901–1987), Schwimmer
- Hans Drakenberg (1901–1982), Fechter
- Ernst Karlberg (1901–1987), Eishockeyspieler
- Märtha von Schweden (1901–1954), Ehefrau des norwegischen Kronprinzen und späteren Königs Olav V.

##### 1902
- Arne Åkermark (1902–1962), Filmarchitekt
- Henri Saint Cyr (1902–1979), Dressurreiter
- Per Kaufeldt (1902–1956), Fußballspieler, -trainer, Bandy- und Eishockeyspieler
- Sten Pettersson (1902–1984), Leichtathlet
- Sven Schacht (1902–1944), deutscher Journalist und NS-Opfer
- Harry Söderman (1902–1956), Kriminalist
- Arne Tiselius (1902–1971), Chemiker und Nobelpreisträger

##### 1903
- Gustaf Andersson (1903–1986), Eisschnellläufer
- Dorothea Eckardt (1903–1974), deutsche Journalistin und Frauenrechtlerin
- Kjell Kumlien (1903–1995), Historiker, Hanseforscher und Hochschullehrer
- Nils Arvid Ramm (1903–1986), Boxer
- Alf Sjöberg (1903–1980), Theater- und Filmregisseur

##### 1904
- Gustaf Adolf Boltenstern junior (1904–1995), Dressurreiter und Offizier
- Nils Johansson (1904–1936), Eishockeytorwart
- Erik Lundin (1904–1988), Schachspieler
- Kar de Mumma (1904–1997), Schriftsteller, Revue-Verfasser und Glossenschreiber
- Eva Olliwier (1904–1955), Wasserspringerin
- Carin Nilsson (1904–1999), Schwimmerin
- Oskar Palm (1904–1957), Fußballspieler
- Gösta Persson (1904–1991), Schwimmer und Wasserballspieler
- Gösta Stoltz (1904–1963), Schachmeister
- Kurt Sucksdorff (1904–1960), Eishockeytorwart
- Sven Thofelt (1904–1993), Fünfkämpfer und Fechter
- Ernst Wahlberg (1904–1977), Fußballspieler
- Georg Werner (1904–2002), Schwimmer
- Thure Westerdahl (1904–1936), Fußballspieler

##### 1905
- Ulf von Euler (1905–1983), Physiologe und Neurochemiker
- Sigge Fürst (1905–1984), Schauspieler und Sänger
- Greta Garbo (1905–1990), Filmschauspielerin
- Ivan Eklind (1905–1981), Fußballschiedsrichter
- Signe Johansson-Engdahl (1905–2010), Schwimmerin
- Erik Larsson (1905–1970), Eishockeyspieler
- Torsten Rapp (1905–1993), General, Oberbefehlshaber der schwedischen Streitkräfte
- Astrid von Schweden (1905–1935), Königin der Belgier
- Harry Stockman (1905–1991), Radioingenieur und Erfinder
- Sven Stolpe (1905–1996), Schriftsteller, Übersetzer, Journalist und Literaturkritiker

##### 1906
- Maj Hemberg (1906–1992), Malerin und Grafikerin
- Wilhelm Petersén (1906–1988), Sportler
- Gustav Adolf von Schweden (1906–1947), Erbprinz und Herzog von Västerbotten
- Nils Skoglund (1906–1980), Wasserspringer
- Jan Waldenström (1906–1996), Internist
- Stig Wennerström (1906–2006), Offizier

##### 1907
- Sigurd Björling (1907–1983), Opernsänger
- Gunnar Ekelöf (1907–1968), Schriftsteller
- Åke Holmberg (1907–1991), Schriftsteller und Übersetzer
- Bertil Linde (1907–1990), Eishockeyspieler
- Erik Lundberg (1907–1987), Volkswirt und Ökonom
- Carl Nordenfalk (1907–1992), Kunsthistoriker und Direktor des Schwedischen Nationalmuseums
- Sigfrid Öberg (1907–1949), Eishockeyspieler
- Geo Widengren (1907–1996), Orientalist und Religionswissenschaftler

##### 1908
- John Einar Åberg (1908–1999), Schriftsteller und Drehbuchautor
- Erik Almgren (1908–1989), Fußballspieler und -trainer
- Erik Asklund (1908–1980), Schriftsteller und Drehbuchautor
- Holger Crafoord (1908–1982), Industrieller
- Inga Gentzel (1908–1991), Mittelstreckenläuferin
- Einar Karlsson (1908–1980), Ringer
- Martha Norelius (1908–1955), US-amerikanische Schwimmerin
- Sture Petrén (1908–1976), Jurist und Diplomat
- Torsten Ullman (1908–1993), Sportschütze

##### 1909
- Anna-Eva Bergman (1909–1987), norwegische Malerin
- Carl Friedrich Berent Taube von Odenkat (1909–1993), schwedischer Graf und Marineoffizier
- Lennart Bernadotte (1909–2004), Adliger
- Gunnar Björnstrand (1909–1986), Schauspieler
- Rolf von Nauckhoff (1909–1968), Schauspieler
- Astrid Sampe (1909–2002), Künstlerin
- Eric Wennström (1909–1990), Leichtathlet

##### 1910
- Folke Eriksberg (1910–1976), Jazzmusiker
- Bengt Hasselrot (1910–1974), Romanist
- Erland von Koch (1910–2009), Komponist
- Bob Laine (1910–1987), Jazzmusiker
- Ingrid von Schweden (1910–2000), Tochter des schwedischen Königs Gustav VI. Adolf, Königin von Dänemark

#### 1911 bis 1920

##### 1911 bis 1915
- Gösta Bohman (1911–1997), Politiker
- Olof Lagercrantz (1911–2002), Schriftsteller, Publizist und Kritiker
- Vic Suneson (1911–1975), Verfasser von Kriminalromanen
- Anders Tengbom (1911–2009), Architekt
- Anna Lisa Wärnlöf (1911–1987), Schriftstellerin, Übersetzerin und Kolumnistin
- Olle Zetherlund (1911–1974), Fußballspieler
- Thore Ehrling (1912–1994), Jazztrompeter, Komponist, Arrangeur und Bandleader
- Gertrud Wysse Hägg (1912–2006), Grafikdesignerin, Porzellanmalerin,  Illustratorin
- Gunnar Lagergren (1912–2008), Jurist
- Bertil von Schweden (1912–1997), Herzog von Halland
- Fritiof Sjöstrand (1912–2011), Histologe
- Kristina Söderbaum (1912–2001), Schauspielerin
- Gösta Törner (1912–1982), Jazzmusiker
- Harald Edelstam (1913–1989), Diplomat und Botschafter
- Astrid Fagraeus (1913–1997), Immunologin
- Thore Jederby (1913–1984), Jazzmusiker
- Kurt Kreuger (1913–2005), Boxer
- Eric Kugelberg (1913–1983), Neurophysiologe
- Gustav Sjöberg (1913–2003), Fußballtorhüter und -trainer
- Sven Bergqvist (1914–1996), Sportler
- Sten-Olof Bolldén (1914–1940), Schwimmer
- Sven Fahlman (1914–2003), Fechter
- William Grut (1914–2012), Moderner Fünfkämpfer
- Rolf Luft (1914–2007), Endokrinologe
- Örjan Ouchterlony (1914–2004), Arzt und Bakteriologe
- Bo Reicke (1914–1987), evangelischer Theologe
- Åke Stenqvist (1914–2006), Leichtathlet
- Ingrid Bergman (1915–1982), Schauspielerin
- Signe Hasso (1915–2002), schwedisch-US-amerikanische Schauspielerin
- Gösta Jönsson-Frändfors (1915–1973), Ringer
- Arne Klingborg (1915–2005), Künstler, Lehrer und Anthroposoph
- Oscar Reutersvärd (1915–2002), Künstler

##### 1916 bis 1920
- Sune Bergström (1916–2004), Biochemiker
- Carl Johan Bernadotte (1916–2012), jüngstes Kind des schwedischen Königs Gustav VI. Adolf und von Prinzessin Margaret of Connaught
- Ann Mari Falk (1916–1988), Kinder- und Jugendbuchautorin, Übersetzerin
- Ulla Isaksson (1916–2000), Autorin und Drehbuchautorin
- Harry Jansson (1916–2002), Eisschnellläufer
- Torbjörn Olsson (1916–1998), Architekt
- Birgitta Valberg (1916–2014), Schauspielerin in Film, Fernsehen und Theater
- Per Carleson (1917–2004), Degenfechter und Schwimmer
- Kai Curry-Lindahl (1917–1990), Zoologe und Autor
- Aina Elvius (1917–2019), Astronomin
- Per Anders Fogelström (1917–1998), Schriftsteller und Gesellschaftskritiker
- Carl Forssell (1917–2005), Degenfechter
- Göran Strindberg (1917–1991), Kameramann
- Arne Sucksdorff (1917–2001), Fotograf, Dokumentarfilmer, Regisseur und Drehbuchautor
- Åke Andersson (1918–1982), Eishockeyspieler
- Nils Andrén (1918–2004), Politikwissenschaftler und Hochschullehrer
- Inga Fischer-Hjalmars (1918–2008), Physikerin, Chemikerin und Pionierin auf dem Gebiet der Quantenchemie
- Per-Olof Olsson (1918–1982), Schwimmer
- Alexej Stachowitsch (1918–2013), österr.-russ. Autor, Pädagoge, Philosoph, Liedermacher, Techniker, Pfadfinder und Wandervogel
- Christer Strömholm (1918–2002), Fotograf
- Olle Tandberg (1918–1996), Boxer
- Gunnel Vallquist (1918–2016), Autorin und Kritikerin
- Astrid Varnay (1918–2006), amerikanische Opernsängerin
- Karl-Robert Ameln (1919–2016), Regattasegler
- Sven-Erik Bäck (1919–1994), Komponist
- Erik Elmsäter (1919–2006), Leichtathlet und Nordischer Kombinierer
- Liss Eriksson (1919–2000), Bildhauer
- Åke Seyffarth (1919–1998), Eisschnellläufer
- Thore Swanerud (1919–1988), Jazzmusiker
- Hans Bielenstein (1920–2015), US-amerikanischer Sinologe
- Peter Celsing (1920–1974), Architekt
- Rune Johansson (1920–1998), Eishockeyspieler
- Hans Leygraf (1920–2011), Pianist, Komponist und Dirigent
- Holger Nurmela (1920–2005), Eishockeyspieler
- Torbjörn Iwan Lundquist (1920–2000), Komponist und Dirigent

#### 1921 bis 1930

##### 1921 bis 1925
- Bertil Arvidson (1921–2004), Diplomat
- Lars Gyllensten (1921–2006), Schriftsteller und Arzt
- Nils Hallberg (1921–2010), Schauspieler
- Lars Östlund (1921–2012), Bauingenieur
- Nisse Skoog (1921–2014), Jazzmusiker und bildender Künstler
- Krister Stendahl (1921–2008), lutherischer Theologe
- Kaarlo Virtanen (1921–2006), finnischer Mathematiker
- Arne Arnbom (1922–1975), Regisseur und Produzent
- Kalle Bergholm (1922–1985), Kameramann
- Bengt Borglund (1922–1998), Diplomat
- Rolf Ericson (1922–1997), Jazzmusiker
- Povel Ramel (1922–2007), Musiker, Sänger und Komiker
- Gösta Theselius (1922–1976), Jazzmusiker
- Gösta Salén (1922–2002), Regattasegler
- Knut Ahnlund (1923–2012), Literaturhistoriker, Autor und Mitglied der Schwedischen Akademie
- Sten Andersson (1923–2006), Politiker
- Bertil Bäckvall (1923–2012), Fußballspieler und -trainer
- Berndt Ivegren (1923–2009), Fußballspieler
- Erland Josephson (1923–2012), Schauspieler, Regisseur und Autor
- Dan Netzell (1923–2003), Skispringer
- Solveig Nordström (1923–2021), Archäologin
- Margareta Sjöstedt (1923–2012), schwedisch-österreichische Opernsängerin (Alt)
- Per Erik Wahlund (1923–2009), Schriftsteller, Literatur- und Theaterkritiker, Verleger, Theaterregisseur und Übersetzer
- Olle Wänlund (1923–2009), Radrennfahrer
- Sune Wehlin (1923–2020), Moderner Fünfkämpfer
- Arne Domnérus (1924–2008), Jazz-Altsaxophonist und Klarinettist sowie Komponist
- Rune Larsson (1924–2016), Hürdenläufer
- Gunnel Linde (1924–2014), Schriftstellerin
- Lennart Magnusson (1924–2011), Degenfechter
- Gunnar Martinsson (1924–2012), Gartenarchitekt
- Maj-Britt Nilsson (1924–2006), Schauspielerin
- Elsa-Marianne von Rosen (1924–2014), Balletttänzerin, Choreografin und Schauspielerin
- Vilgot Sjöman (1924–2006), Filmregisseur und Autor
- Nicolai Gedda (1925–2017), lyrischer Tenor
- Margaretha Krook (1925–2001), Bühnen- und Filmschauspielerin
- Rolf Ludwig (1925–1999), deutscher Schauspieler
- Sven Wernström (1925–2018), Kinder- und Jugendbuchautor

##### 1926 bis 1930
- Fredrik Bergenstråhle (1926–2005), Diplomat
- Brita Borg (1926–2010), Sängerin und Schauspielerin
- Bengt Fröbom (1926–2012), Radrennfahrer
- Ove Lind (1926–1991), Jazz-Klarinettist, Arrangeur, Komponist und Bandleader
- Göta Pettersson (1926–1993), Turnerin
- Hans Rausing (1926–2019), Unternehmer
- Anders Ruuth (1926–2011), Theologieprofessor und Pastor
- Lars Svensson (1926–1999), Eishockeytorwart
- Arne Johansson (1927–2018), Radrennfahrer
- Inga Landgré (1927–2023), Schauspielerin
- Jan Myrdal (1927–2020), Schriftsteller
- Owe Nordqvist (1927–2015), Radrennfahrer
- Per Oscarsson (1927–2010), Schauspieler, Regisseur und Drehbuchautor
- Olof Palme (1927–1986), Politiker
- Elisabeth Söderström (1927–2009), Opern- und Konzertsängerin
- Hans Andersson-Tvilling (* 1928), Eishockeyspieler
- Stig Andersson-Tvilling (1928–1989), Eishockeyspieler
- Anders Burman (1928–2013), Jazzmusiker und Musikproduzent
- Lennart Carleson (* 1928), Mathematiker und Abelpreisträger
- Claes-Göran Fagerstedt (1928–2015), Jazzmusiker
- Lars Forssell (1928–2007), Autor und Kabarettist
- Bengt Hambraeus (1928–2000), Komponist, Organist und Musikwissenschaftler
- Inge Jonsson (1928–2020), Autor und Literaturkritiker
- Beppe Wolgers (1928–1986), Schauspieler, Autor, Komponist und Regisseur
- Stig Ericson (1929–1986), Kinderbuchautor und Musiker
- Karl-Erik Israelsson (1929–2013), Weitspringer und Hürdenläufer
- Gösta Johansson (1929–1997), Eishockeyspieler und -trainer
- Lennart Johansson (1929–2019), Sportfunktionär, Präsident der UEFA und Vizepräsident der FIFA
- Ulf Linde (1929–2013), schwedischer Kunstkritiker, Museumsleiter, Schriftsteller, Jazzmusiker und Komponist
- Claes Oldenburg (1929–2022), Vertreter der amerikanischen Pop Art
- Hans Riesel (1929–2014), Mathematiker
- Lennart Skoglund (1929–1975), Fußballspieler
- Lars Bergquist (1930–2022), Diplomat und Schriftsteller
- Joakim Bonnier (1930–1972), Sportwagen- und Formel-1-Rennfahrer
- Bertil Eng (1930–2006), Eisschnellläufer
- Carl-Erik Eriksson (1930–2023), Bobfahrer
- Hans Holmér (1930–2002), Kommissar und Jurist
- Bo Kaiser (1930–2021), Regattasegler
- Jean Tabary (1930–2011), französischer Comic-Zeichner

#### 1931 bis 1940

##### 1931 bis 1935
- Mac Ahlberg (1931–2012), Filmregisseur und Kameramann
- Sven Einar Backlund (1931–1997), Diplomat
- Lars Björn (1931–2024), Eishockeyspieler
- Sten Lundin (1931–2016), Motorsportler
- Tom Rolf (1931–2014), Filmeditor
- Roland Stoltz (1931–2001), Eishockeyspieler
- Tomas Tranströmer (1931–2015), Lyriker, Nobelpreisträger für Literatur 2011
- Sven Tumba (1931–2011), Sportler
- Siv Widerberg (1931–2020), Schriftstellerin und Journalistin
- Harriet Andersson (* 1932), Schauspielerin
- Kurt Liander (1932–2020), Fußballspieler und -trainer
- Sven Lindqvist (1932–2019), Schriftsteller und Literaturhistoriker
- Carl Nylander (* 1932), Vorderasiatischer Archäologe
- Rune Öfwerman (1932–2013), Jazzmusiker und Komponist
- Pelle Petterson (* 1932), Segelsportler, Segelboot-Konstrukteur und Industriedesigner
- Ann-Sofi Pettersson-Colling (* 1932), Turnerin
- Eva Rönström (1932–2021), Turnerin und Olympiateilnehmerin
- Olov Svedelid (1932–2008), Autor
- Axel Leijonhufvud (1933–2022), Wirtschaftswissenschaftler
- Ove Malmberg (1933–2022), Eishockeyspieler
- Per Wästberg (* 1933), Schriftsteller
- Bengt Anlert (1934–2018), Fußballspieler und -trainer
- Björn Anlert (1934–2018), Fußballspieler
- Inger Berggren (1934–2019), Schlagersängerin
- Runo Ericksson (* 1934), Jazzmusiker
- Björn Gustafson (* 1934), Schauspieler
- Kurt Hamrin (1934–2024), Fußballspieler
- Berit Lindholm (1934–2023), Opernsängerin (Sopran)
- Hans Mild (1934–2007), Fußball-, Bandy- und Eishockeyspieler sowie Eishockeytrainer
- Carl Fredrik Reuterswärd (1934–2016), Maler und Bildhauer
- Inger Stevens (1934–1970), schwedisch-amerikanische Schauspielerin
- Sven-Bertil Taube (1934–2022), Sänger und Schauspieler
- Lasse Werner (1934–1992), Jazzpianist, Filmkomponist und Schauspieler
- Carl-Henning Wijkmark (1934–2020), Schriftsteller, Übersetzer, Literaturhistoriker und Literaturkritiker
- Bibi Andersson (1935–2019), Schauspielerin
- Stig Pettersson (* 1935), Leichtathlet
- Folke Rabe (1935–2017), Komponist, Jazzposaunist, Musikproduzent und Rundfunkredakteur
- Bengt Robertson (1935–2008), Mediziner
- Bengt Saltin (1935–2014), Sportmediziner
- Maj Sjöwall (1935–2020), Schriftstellerin und Übersetzerin
- Lars Werner (1935–2013), Politiker

##### 1936 bis 1940
- Bengt Nordström (1936–2000), Jazz- und Improvisationsmusiker
- Allan Rune Pettersson (1936–2018), Autor
- Bosse Skoglund (1936–2021), Jazzmusiker
- Ulla Trenter (1936–2019), Schriftstellerin und Übersetzerin
- Kristina Adolphson (* 1937), Filmschauspielerin
- Erik Eriksson (1937–2021), Journalist und Krimiautor
- Maud Hansson (1937–2020), Schauspielerin
- Torbjörn Hultcrantz (1937–1994), Jazzmusiker
- Catarina Ligendza (* 1937), Opernsängerin
- Barbro Lindgren (* 1937), Kinderbuchautorin
- Kurt Lindgren (1937–1989), Jazzmusiker
- Monica Nielsen (1937–2025), Schauspielerin und Sängerin
- Bernt Rosengren (1937–2023), Jazzmusiker
- Christina Schollin (* 1937), Schauspielerin
- Gustaf Douglas (1938–2023), Unternehmer
- Ulrica Hydman-Vallien (1938–2018), Künstlerin
- Bengt af Klintberg (* 1938), Ethnologe
- John Larsson (1938–2022), General der Heilsarmee
- Pia Lindström (* 1938), Journalistin und Schauspielerin
- Lalle Svensson (1938–1990), Jazzmusiker
- Per Ahlmark (1939–2018), Schriftsteller und Politiker
- Börje Ahlstedt (* 1939), Schauspieler und Regisseur
- Lars Amble (1939–2015), Schauspieler und Theaterregisseur
- Lena Anderson (* 1939), Kinderbuchillustratorin
- Christer Boustedt (1939–1986), Jazzmusiker und Schauspieler
- Gösta Ekman der Jüngere (1939–2017), Schauspieler, Drehbuchautor und Regisseur
- Gunilla Hansson (* 1939), Autorin und Illustratorin
- Jan O. Karlsson (1939–2016), Politiker
- Birgitta Kicherer (* 1939), deutsche Übersetzerin
- Anna-Greta Leijon (1939–2024), Politikerin
- Olavus Olsson (* 1939), Fußballspieler, -trainer und -funktionär
- Carl Tham (* 1939), Politiker und Diplomat
- Margaretha af Ugglas (* 1939), Wirtschaftsmanagerin und Politikerin
- Per Lennart Aae (* 1940), deutscher Politiker
- Inger Alfvén (1940–2022), Schriftstellerin
- Rune Carlsson (1940–2013), Jazzmusiker
- Ulf Durling (* 1940), Schriftsteller, Arzt und Psychiater
- Cecilia Lengefeld (* 1940), Kunsthistorikerin
- Erna Möller (* 1940), Medizinerin und Hochschullehrerin
- Christina Odenberg (* 1940), Bischöfin des Bistums Lund in Schweden

#### 1941 bis 1950

##### 1941 bis 1945
- Britt Arenander (1941–2022), Schriftstellerin, Übersetzerin und Journalistin
- Kerstin Bartlmae (* 1941), Produktgestalterin
- Sten Grillner (* 1941), Neurowissenschaftler
- Bertil Hult (* 1941), Unternehmer und Milliardär
- Kjell Johansson (* 1941), Schriftsteller
- Sam J. Lundwall (* 1941), Science-Fiction-Schriftsteller, Literaturwissenschaftler und Übersetzer
- Benny Söderling (1941–2009), Bandy-, Eishockey- und Fußballspieler
- Claes-Håkan Ahnsjö (* 1942), Tenor
- Kerstin Asp-Johnsson (* 1942), Diplomatin
- Frank Belfrage (* 1942), Diplomat
- Bengt Berger (* 1942), Schlagzeuger, Komponist und Produzent
- Britt Ekland (* 1942), Schauspielerin
- Hans-Georg Wittig (* 1942), Pädagoge
- Sten Ask (* 1943), Diplomat und Politiker
- Anders Bjurner (* 1943), Diplomat
- Margit Fischer (* 1943), Ehefrau des österreichischen Bundespräsidenten Heinz Fischer
- Yvonne Hirdman (* 1943), Historikerin und Hochschullehrerin
- Lasse Holm (* 1943), Schlager-Komponist und Sänger
- Herman Lindqvist (* 1943), Schriftsteller, Journalist und Populär-Historiker
- Solveig Nordlund (* 1943), portugiesische Filmregisseurin
- Anne Wibble (1943–2000), Politikerin
- Anna-Lena (1944–2010), Schlagersängerin
- Leni Björklund (* 1944), Politikerin
- Palle Danielsson (1946–2024), Jazzmusiker
- Lars Edegran (* 1944), Jazzmusiker
- Per Enflo (* 1944), Mathematiker
- Inger Frimansson (* 1944), Schriftstellerin
- Jan Kårström (* 1944), Ringer
- Peter Kreisky (1944–2010), österreichischer Sozialwissenschaftler
- Caroline Krook (1944–2025), Bischöfin der Schwedischen Kirche
- Nina Lizell (* 1944), Schlagersängerin
- Lis Nilheim (1944–2025), Schauspielerin
- Lars Norén (1944–2021), Lyriker, Dramatiker und Bühnenregisseur
- Lena Nyman (1944–2011), Schauspielerin
- Suzanne Osten (1944–2024), Theater- und Filmregisseurin, Professorin und Ehrendoktorin
- Ulf Stark (1944–2017), Schriftsteller und Drehbuchautor
- Ulf Adåker (* 1945), Jazzmusiker
- Lasse Berghagen (1945–2023), Sänger, Komponist und Texter
- Jane Cederqvist (1945–2023), Schwimmerin
- Göran Claeson (* 1945), Eisschnellläufer
- Hans Edler (* 1945), Musiker
- Björn Engquist (* 1945), Mathematiker
- Ola Håkansson (* 1945), Komponist, Sänger und Produzent
- Helena Jungwirth (1945–2023), Opernsängerin
- Ulla Engeberg Killias (1945–1995), Kunstmalerin
- Leif G. W. Persson (* 1945), Professor der Kriminologie, Medienexperte und Krimiautor
- Janne Schaffer (* 1945), Komponist und Gitarrist
- Richard Swartz (* 1945), Osteuropa-Korrespondent und Schriftsteller
- Terje Thorslund (* 1945), norwegischer Leichtathlet
- Georg Wadenius (* 1945), Musiker und Musikproduzent

##### 1946 bis 1950
- Benny Andersson (* 1946), Musiker, Komponist und Musikproduzent
- Lennart Daléus (* 1946), Politiker
- Palle Danielsson (1946–2024), Jazz-Bassist
- Louise Edlind (* 1946), Schauspielerin und Politikerin
- Kjell Engman (* 1946), Glasdesigner und Musiker
- Jens Fischer (* 1946), Kameramann
- Anders Gärderud (* 1946), Leichtathlet
- Lasse Hallström (* 1946), Filmregisseur und Drehbuchautor
- George Johansson (* 1946), Autor
- Anna-Clara Tidholm (* 1946), Kinderillustratorin und -autorin
- Mikael Wiehe (* 1946), Musiker, Sänger, Textverfasser und Komponist
- Anna Wohlin (1946–2019), Tänzerin
- Eddie Axberg (* 1947), Schauspieler und Toningenieur
- Ronny Gustafsson (* 1947), Fußballspieler und -trainer
- Hans Jacobson (1947–1984), moderner Fünfkämpfer und Degenfechter, Olympiasieger
- Per Källberg (1947–2014), Kameramann
- Håkan Lans (* 1947), Ingenieur und Erfinder
- Stefan Persson (* 1947), Unternehmer
- Lennart Binder (* 1948), österreichischer Rechtsanwalt und Menschenrechtsaktivist
- Patrick Boman (* 1948), Schriftsteller
- Jessica Iwanson (* 1948), Wegbereiterin des zeitgenössischen Tanzes in Deutschland
- Lars Klinting (1948–2006), Autor und Illustrator
- Yngve Leback (1948–2025), Fußballspieler
- Henning Mankell (1948–2015), Theaterregisseur und Schriftsteller
- Ann-Christin Nykvist (* 1948), Politikerin
- Mikael Rickfors (* 1948), Rockmusiker
- Thomas Söderberg (* 1948), lutherischer Bischof der Schwedischen Kirche
- Tommy Söderberg (* 1948), Fußballtrainer
- Art Spiegelman (* 1948), amerikanischer Cartoonist und Comic-Autor
- Richard Swedberg (* 1948), Soziologe
- Pia Degermark (* 1949), Schauspielerin
- Åse Kleveland (* 1949), schwedisch-norwegische Musikerin und Politikerin
- Ulf Lundell (* 1949), Schriftsteller, Rocksänger, Songschreiber, Maler und Poet
- Hans Rickman (* 1949), Astronom und Professor
- Birger Schlaug (* 1949), Politiker
- Sven Thidevall (* 1949), lutherischer Bischof der Schwedischen Kirche
- Marie Bergman (* 1950), Pop- und Schlagersängerin
- Allan Corduner (* 1950), britischer Film- und Theaterschauspieler
- Rolf Edberg (* 1950), Eishockeyspieler
- Harpo (* 1950), Popsänger
- Marie Liljedahl (* 1950), Schauspielerin
- Peter Sandwall (* 1950), Liedermacher christlicher Popmusik

#### 1951 bis 1960

##### 1951 bis 1955
- Peter Helander (* 1951), Eishockeyspieler
- Stefan Kjernholm (1951–2023), Rennrodler
- Jens Klackenberg (* 1951), Botaniker
- Claes Marklund (* 1951), Fußballspieler
- Christian Scholz (* 1951), deutscher Fotograf
- Thomas Åberg (* 1952), Komponist und Organist
- Efva Attling (* 1952), Schauspielerin, Model und Schmuckdesignerin
- Gunnar Carlsson (* 1952), Mathematiker
- Ewa Fröling (* 1952), Schauspielerin
- Christer Garpenborg (* 1952), Sprinter
- Peter Haber (* 1952), Schauspieler
- Lars Jonsson (* 1952), Vogelzeichner, Maler und Autor
- Wanja Lundby-Wedin (* 1952), Gewerkschafterin
- Bob Nystrom (* 1952), kanadischer Eishockeyspieler
- Bjarne Roupé (* 1952), Jazzmusiker
- Inger Segelström (* 1952), Politikerin
- Kjell Bergqvist (* 1953), Schauspieler
- Cats Falck (1953–1984), Fernsehjournalistin
- Göran Flodström (* 1953), Degenfechter
- Ellika Frisell (* 1953), Folkmusikerin
- Katarina Frostenson (* 1953), Autorin
- John Högman (* 1953), Jazzmusiker
- Toomas Hendrik Ilves (* 1953), Staatspräsident von Estland
- Mikael Odenberg (* 1953), Politiker
- Mats Waltin (* 1953), Eishockeyspieler, -trainer und -funktionär
- Lennart Wass (* 1953), Fußballtrainer
- Tom Wedberg (* 1953), Schachspieler und -journalist
- Ebba Witt-Brattström (* 1953), Literaturwissenschaftlerin
- Gregor Wollenek (* 1953), österreichischer Herzchirurg
- Leif Andersson (* 1954), Genetiker
- Johan Harmenberg (* 1954), Degenfechter
- Anders Hillborg (* 1954), Komponist
- Stefan Lord (* 1954), Dartspieler
- Torsten Persson (* 1954), Ökonom
- Magnus Uggla (* 1954), Rock- und Popmusiker, Künstler und Schauspieler
- Björn Andrésen (* 1955), Schauspieler
- Gunnel Fred (* 1955), Theater- und Filmschauspielerin
- Lotta Hedström (* 1955), Politikerin
- Leif Högström (* 1955), Fechter
- Lars Karlsson (* 1955), Schachspieler
- Gunnar Leidborg (* 1955), Eishockeyspieler und -trainer
- Moni Nilsson-Brännström (* 1955), Schriftstellerin
- Peter Nordlander (* 1955), theoretischer Physiker
- Lena Olin (* 1955), Schauspielerin
- Anne Sofie von Otter (* 1955), Mezzosopranistin
- Svante Pääbo (* 1955), Mediziner und Biologe

##### 1956 bis 1960
- Björn Borg (* 1956), Tennisspieler
- Ira Coleman (* 1956), US-amerikanischer Jazzbassist
- Roland Ekström (* 1956), schwedisch-schweizerischer Schach- und Backgammonspieler
- Marie Forså (* 1956), Schauspielerin
- Linda Haglund (1956–2015), Leichtathletin
- Karin Pagmár (* 1956), Sängerin und Schauspielerin
- Ann-Sofi Söderqvist (* 1956), Komponistin und Musikerin
- Birgitta Söderström (* 1956), Fußballspielerin
- Raymond Strid (* 1956), Schlagzeuger
- Jacob Wallenberg (* 1956), Banker
- Ann Zacharias (* 1956), Schauspielerin, Drehbuchautorin und Regisseurin
- Johan Zachrisson (* 1956), Komponist und Musiker
- Petra Seidl (* 1957), Rechtsanwältin und Politikerin
- Christer Fuglesang (* 1957), Physiker und Astronaut
- Anna Lindh (1957–2003), Politikerin (SAP)
- Stefan Löfven (* 1957), Politiker (SAP), Mitglied des Riksdag und Ministerpräsident
- Dolph Lundgren (* 1957), Schauspieler und Regisseur
- Cecilia Nilsson (* 1957), Schauspielerin
- Lars Ohly (* 1957), Politiker
- Pär Sundberg (* 1957), Kinderdarsteller
- Martin Adler (1958–2006), Journalist und Fotograf
- Leif Andrée (* 1958), Schauspieler
- Pernilla August (* 1958), Schauspielerin und Filmregisseurin
- Hans-Ola Ericsson (* 1958), Organist und Komponist
- Ulf Eriksson (* 1958), Schriftsteller
- Anne Marie Giørtz (* 1958), norwegische Jazzsängerin
- Kenneth Holm (* 1958), Rennrodler
- Mia Kåberg-Pettersson (* 1958), Fußballspielerin
- Eva Lindal  (* 1958), Geigerin
- Christian Lindberg (* 1958), Posaunist
- Sten Sandell (* 1958), Pianist, Keyboarder und Komponist
- Philipp Schauer (* 1958), deutscher Diplomat
- Harald Sicheritz (* 1958), österreichischer Drehbuchautor und Regisseur
- Rikard Wolff (1958–2017), Musiker, Sänger und Schauspieler
- Thomas Dennerby (* 1959), Fußballspieler und -trainer
- Benny Fredriksson (1959–2018), Schauspieler, Theaterdirektor und Geschäftsführer des Kulturhuset Stadsteatern in Stockholm
- Anders Kraupp (* 1959), Curler
- Pelle Lindbergh (1959–1985), Eishockeytorhüter
- Giovanni di Lorenzo (* 1959), deutsch-italienischer Journalist
- Maria Persson (* 1959), Kinderdarstellerin
- Gunilla Röör (* 1959), Schauspielerin
- Jan-Ulf Söderberg (* 1959), Squashspieler
- Viveca Sten (* 1959), Schriftstellerin und Juristin
- Christian Engström (* 1960), Programmierer und Politiker
- Hans Holmqvist (* 1960), Fußballspieler
- Mikael Nyqvist (1960–2017), Film- und Theaterschauspieler
- Stefan Sundström (* 1960), Rockmusiker, Liedermacher und Schauspieler

#### 1961 bis 1970

##### 1961 bis 1965
- Mikael Appelgren (* 1961), Tischtennisspieler
- Peter Bengtson (* 1961), Komponist und Organist
- Aino Lepik von Wirén (* 1961), estnische Diplomatin
- Pål Gunnar Mikkelsplass (* 1961), Skilangläufer
- Fredrik Ultvedt (* 1961), Schauspieler
- Torkel S. Wächter (* 1961), schwedisch-deutscher Schriftsteller
- Nils Wahl (* 1961), Richter am Europäischen Gerichtshof
- Johan Eliasch (* 1962), britischer Manager und Unternehmer
- Richard Gough (* 1962), schottischer Fußballspieler und -trainer
- Nanne Grönvall (* 1962), Sängerin, Songwriterin und Schauspielerin
- Caroline Henderson (* 1962), Pop- und Jazzsängerin sowie Schauspielerin
- Kjell Jonevret (* 1962), Fußballspieler
- Björn Kindlund (* 1962), Fußballspieler
- Johan Kling (* 1962), Filmregisseur, Drehbuchautor und Fernsehproduzent
- Maria Langhammer (* 1962), Schauspielerin und Sängerin
- Per Thöresson (* 1962), Diplomat, Botschafter in der Schweiz
- Maria Zennström (* 1962), Schriftstellerin, Kritikerin, Regisseurin und Drehbuchautorin
- Kristina Bergstrand (* 1963), Eishockeyspielerin
- Daniel Birnbaum (* 1963), Kurator
- Pia Cramling (* 1963), Schachspielerin
- Katarina Dalayman (* 1963), Opernsängerin des Stimmfächer Sopran und Mezzosopran
- Per-Erik Eklund (* 1963), Eishockeyspieler und -trainer
- Gunilla Gerland (* 1963), Autorin
- Jens Hultén (* 1963), Schauspieler
- Jens Johansson (* 1963), Pianist
- John Levén (* 1963), Bassist
- Yngwie Malmsteen (* 1963), Gitarrist
- Dan Pettersson (* 1963), Schauspieler
- Nina Stemme (* 1963), Opernsängerin
- Tommy Albelin (* 1964), Eishockeyspieler
- Steven Andskär (* 1964), Autorennfahrer
- Neneh Cherry (* 1964), Hip-Hop-Künstlerin
- Mats Ericson (* 1964), Skirennläufer
- Camilla Henemark (* 1964), Sängerin, Schauspielerin und Model
- Niklas Henning (* 1964), Skirennläufer
- Fredrik Schalin (* 1964), Jurist
- Helene Uri (* 1964), norwegische Autorin und Sprachwissenschaftlerin
- Anders Wahlstedt (* 1964), Squashspieler
- Jonas Åkerlund (* 1965), Musikvideo- und Filmregisseur
- Lars Eriksson (* 1965), Fußballspieler
- İlhan Erşahin (* 1965), Fusionmusiker
- Maria von Heland (* 1965), deutsche Regisseurin und Autorin
- Måns Herngren (* 1965), Filmschauspieler, Regisseur und Drehbuchautor
- Katarina Karnéus (* 1965), Opernsängerin (Mezzosopran)
- Laszlo Maleczky (* 1965), österreichischer Opernsänger
- Björn Meyer (* 1965), Bassist und Komponist
- Joakim Milder (* 1965), Jazz-Saxophonist
- Thomas Östlund (* 1965), Eishockeytorhüter
- Jesper Parnevik (* 1965), Profigolfer
- Patrik Ringborg (* 1965), Dirigent
- Jan-Ove Waldner (* 1965), Tischtennisspieler
- Daniel Wedel (* 1965), dänischer Autor und Regisseur

##### 1966 bis 1970
- Lars Arrhenius (1966–2020), Künstler
- Jannike Björling (* 1966), Model
- Matti Bye (* 1966), Musiker und Komponist
- Helena Carlsson (* 1966), Fußballspielerin
- Christian Due-Boje (* 1966), Eishockeyspieler
- Rafael Edholm (* 1966), Schauspieler, Regisseur und Drehbuchautor
- Carola Häggkvist (* 1966), Sängerin
- Elke Jeinsen (* 1966), deutsches Model und eine Schauspielerin
- Jan Johansen (* 1966), Sänger
- Maria Lind (* 1966), Kunsthistorikerin, Kuratorin und Museumsdirektorin
- Ulf Öberg (* 1966), Jurist
- Stefan Rehn (* 1966), Fußballspieler
- Camilla Andersson (* 1967), Fußballspielerin
- Hillevi Berglund (* 1967), bildende Künstlerin und Bildhauerin
- Michael Borgqvist (* 1967), Fußballspieler
- Gustaf Hammarsten (* 1967), Schauspieler
- Johan Inger (* 1967), Ballett-Choreograf
- Mikaela Kumlin Granit (* 1967), Diplomatin
- Göran Lundström (* 1967), Maskenbildner
- Rickard Rydell (* 1967), Automobilrennfahrer
- Ulf Sandström (* 1967), Eishockeyspieler
- Anders Almgren (* 1968), Fußballtorhüter und Torwarttrainer
- Anders Bagge (* 1968), Musiker, Komponist und Musikproduzent
- Daniel Blockert (* 1968), Diplomat
- Anders Borg (* 1968), Wirtschaftswissenschaftler
- Tommy Denander (* 1968), Gitarrist
- Magnus Eliasson (* 1968), Racketlonspieler
- Johan Garpenlöv (* 1968), Eishockeyspieler
- Camilla Grebe (* 1968), Betriebswirtin und Schriftstellerin
- Annika Hallin (* 1968), Schauspielerin
- Cecilia Malmström (* 1968), Politikwissenschaftlerin und Politikerin
- John Ajvide Lindqvist (* 1968), Schriftsteller
- Krister Nordin (* 1968), Fußballspieler
- Emma Wiklund (* 1968), Schauspielerin
- Stina Wirsén (* 1968), Zeichnerin und Illustratorin
- Tomas Axnér (* 1969), Handballspieler
- Figge Boström (* 1969), Komponist, Produzent, Musiker und Sänger
- Johan Furhoff (* 1969), Schachspieler
- Daníel Ágúst Haraldsson (* 1969), isländischer Künstler
- Helene Hellmark Knutsson (* 1969), Politikerin der Sozialdemokratischen Arbeiterpartei Schwedens, Regierungsmitglied
- Petri Liimatainen (* 1969), Eishockeyspieler und -trainer
- Daniel Lind Lagerlöf (1969–2011), Regisseur und Filmemacher
- Pärnilla Larsson (* 1969), Fußballspielerin
- Annika Ljungberg (* 1969), Sängerin
- Stina Nordenstam (* 1969), Sängerin, Songwriterin und Musikerin
- Tommy Söderström (* 1969), Eishockeytorwart
- Tommy Suoraniemi (* 1969), Handballspieler und -trainer
- Kristin Bengtsson (* 1970), Fußballspielerin
- Mathias Grönberg (* 1970), Profigolfer
- Ulrika Kalte (* 1970), Fußballspielerin
- Anna Kinberg Batra (* 1970), Politikerin (Moderata samlingspartiet)
- Jonna Liljendahl (* 1970), Schauspielerin
- Petra Mede (* 1970), Komikerin, Fernsehmoderatorin und Schauspielerin
- Lina Nyberg (* 1970), Jazzsängerin
- Shanti Roney (* 1970), Schauspieler
- Amanda Sedgwick (* 1970), Jazzmusikerin
- Biljana Srbljanović (* 1970), serbische Schriftstellerin und Dramaturgin
- Peter Tägtgren (* 1970), Metal-Musiker, Komponist und Produzent

#### 1971 bis 1980

##### 1971 bis 1975
- Johanna Adorján (* 1971), Journalistin und Schriftstellerin
- Erik Andersson (* 1971), Eishockeyspieler
- Anna Borg (* 1971), Managerin
- Heléne Dahlberg (* 1971), Biathletin
- Lisa Ekdahl (* 1971), Jazz-Pop-Sängerin und Songwriterin
- Veronica Eriksson (* 1971), Stabhochspringerin
- Nichlas Falk (* 1971), Eishockeyspieler und -trainer
- Stefan Johannesson (* 1971), Fußballschiedsrichter
- Nicklas Kulti (* 1971), Tennisspieler
- Eva Lund (* 1971), Curlerin
- Max Martin (* 1971), Produzent und Popmusik-Komponist
- Adam Nordén (* 1971), Komponist für Filmmusik und Fernsehserien
- Rikard Norling (* 1971), Fußballspieler und -trainer
- Ola Rapace (* 1971), Schauspieler
- Alexandra Rapaport (* 1971), Schauspielerin
- Mats Sundin (* 1971), Eishockeyspieler
- Madelaine Wibom (* 1971), schwedisch-schweizerische Opernsängerin und Schauspielerin
- Johan Åkerman (* 1972), Eishockeyspieler
- Tomas Andersson Wij (* 1972), Sänger und Liedschreiber, Journalist
- Calle Carlsson (* 1972), Eishockeyspieler
- Christofer Johnsson (* 1972), Symphonic-Metal-Sänger, Gitarrist und Produzent
- Markus Karlsson (* 1972), Fußballspieler
- Christian von Koenigsegg (* 1972), Designer
- Mattias Norström (* 1972), Eishockeyspieler
- Michael Nylander (* 1972), Eishockeyspieler und -trainer
- Linn M. Persson (* 1972), Umweltchemikerin
- Lars-Göran Petrov (1972–2021), Metal-Sänger
- Sophie Zelmani (* 1972), Sängerin und Musikerin
- Tomas Antonelius (* 1973), Fußballspieler
- Kerstin Avemo (* 1973), Opernsängerin
- Johan Berthling (* 1973), Jazzmusiker
- Roberth Björknesjö (* 1973), Fußballspieler
- Fredrik Bremberg (* 1973), Eishockeyspieler
- Niclas Hävelid (* 1973), Eishockeyspieler
- Jonas Karlsson (* 1973), DJ und Musikproduzent
- Martin Lidberg (* 1973), Ringer
- Livia Millhagen (* 1973), Schauspielerin
- Johan Norberg (* 1973), Schriftsteller und Kapitalismusbefürworter
- Eva Röse (* 1973), Schauspielerin
- Mange Schmidt (* 1973), Rapper
- Hanna Zetterberg (* 1973), Schauspielerin und Politikerin
- Kristoffer Zetterstrand (* 1973), Künstler
- Niklas Sundblad (* 1973), Eishockeyspieler und -trainer
- Mikael Åkerfeldt (* 1974), Musiker
- David Dencik (* 1974), Schauspieler
- Thomas Enqvist (* 1974), Tennisspieler
- Li Hagman (* 1974), Schauspielerin
- Frida Hallgren (* 1974), Schauspielerin
- Kristin Jonsson (* 1974), Fußballspielerin
- Jens Lapidus (* 1974), Schriftsteller und Jurist
- Johan Landsberg (* 1974), Tennisspieler
- Sofia Ledarp (* 1974), Schauspielerin
- Johanna Sällström (1974–2007), Theater- und Filmschauspielerin
- David Stackenäs (* 1974), Jazzgitarrist
- Johan Widerberg (* 1974), Schauspieler
- Shin Yahata (* 1974), japanisch-schwedischer Eishockeyspieler und -funktionär
- Hanna Bäck (* 1975), Politikwissenschaftlerin und Hochschullehrerin
- Maria Grund (* 1975), Schriftstellerin und Krimi-Autorin
- Peter Iwers (* 1975), Bassist
- Jonatan Johansson (* 1975), Fußballspieler
- Lars Lewén (* 1975), Freestyle-Skisportler und Skirennläufer
- Göran Marklund (* 1975), Fußballspieler
- Joel Mull (* 1975), DJ, Produzent und Remixer
- Jenny Ohlsson (* 1975), Diplomatin und Staatssekretärin
- Rami Shaaban (* 1975), Fußballspieler
- Mikael Stahre (* 1975), Fußballtrainer
- Jesper Tydén (* 1975), Musical-Darsteller, Sänger und Songwriter
- Sara Wedlund (1975–2021), Langstreckenläuferin
- Lars Winnerbäck (* 1975), Sänger und Songwriter

##### 1976 bis 1980
- Jenny Alexandersson (* 1976), Journalistin und Hofberichterstatterin
- Martin Åslund (* 1976), Fußballspieler
- Nils Ekman (* 1976), Eishockeyspieler
- Sofi Jeannin (* 1976), Chordirigentin und Mezzosopranistin
- Louise Jöhncke (* 1976), Schwimmerin
- Mikael Krogerus (* 1976), Politologe, Journalist und Autor
- Måns Nathanaelson (* 1976), Schauspieler
- Kristofer Ottosson (* 1976), Eishockeyspieler
- Gesine Schiel (* 1976), deutsche Fechterin
- Alexander Skarsgård (* 1976), Schauspieler, Regisseur und Model
- Puma Swede (* 1976), Pornodarstellerin und Model
- Leonard Terfelt (* 1976), Schauspieler
- Linus Wahlgren (* 1976), Schauspieler
- Torbjörn Zetterberg (* 1976), Jazz- und Improvisationsmusiker
- Fredrik Eklund (* 1977), Pornodarsteller und Immobilienmakler
- Hans Grundberg (* 1977), Diplomat
- Janette Hargin (* 1977), Skirennläuferin
- Carolina Hellsgård (* 1977), Regisseurin
- Anna Lundqvist (* 1977), Jazzmusikerin
- Erika Lust (* 1977), Drehbuchautorin, Regisseurin, Produzentin und Autorin
- Ida Sand (* 1977), Soul- und Jazzmusikerin
- Leo Spauls (* 1977), Sänger, Schauspieler, Regisseur und Musiker
- Karin Tidbeck (* 1977), Schriftstellerin
- Malin Åkerman (* 1978), kanadische Schauspielerin, Sängerin und Model
- Mini Anden (* 1978), Supermodel und Schauspielerin
- Kristoffer Björklund (* 1978), Fußballspieler
- Josef Boumedienne (* 1978), Eishockeyspieler
- Emilia (* 1978), Sängerin
- Patrik Fredholm (* 1978), Fußballspieler
- Christian Hillborg (* 1978), Schauspieler und Synchronsprecher
- Maria Karlsson (* 1978), Drehbuchautorin
- Jonas Hassen Khemiri (* 1978), Schriftsteller
- Jenny Lindqvist (* 1978), Eishockeyspielerin
- Mijailo Mijailović (* 1978), Mörder von Anna Lindh
- Andreas Öberg (* 1978), Jazzmusiker
- Niklas Sandberg (* 1978), Fußballspieler
- Anna Ternheim (* 1978), Sängerin und Musikerin
- Daniel Arnefjord (* 1979), Fußballspieler
- Björn Bjurling (* 1979), Eishockeytorhüter
- Ali Boulala (* 1979), Skateboarder
- Jonas Brun (* 1979), Schriftsteller
- Nicklas Carlsson (* 1979), Fußballspieler
- Mika Hannula (* 1979), Eishockeyspieler
- David Hoflin (* 1979), australischer Schauspieler
- Michael Holmqvist (* 1979), Eishockeyspieler
- Klara Lidén (* 1979), Installations-, Performance- und Videokünstlerin
- Joel Kinnaman (* 1979), Schauspieler
- Sanny Lindström (* 1979), Eishockeyspieler
- Yasin Merzoug (* 1979), Basketballspieler
- Liv Mjönes (* 1979), Schauspielerin
- Tuva Novotny (* 1979), Schauspielerin
- Katja Nyberg (* 1979), Handballspielerin
- Jenny Olsson (1979–2012), Skilangläuferin
- Markus Persson (* 1979), Spieleentwickler und Ersteller von Minecraft
- Carl Philip von Schweden (* 1979), Sohn von König Carl XVI. Gustaf von Schweden und Königin Silvia
- Erik Sundin (* 1979), Fußballspieler
- Henrik Tallinder (* 1979), Eishockeyspieler
- Sanna Bråding (* 1980), Schauspielerin
- Sara Bergmark Elfgren (* 1980), Schriftstellerin
- Carl Falk (* 1980), Sänger, Songwriter und Musikproduzent
- Tilde Fröling (* 1980), Schauspielerin, Fernsehmoderatorin und Model
- Moa Gammel (* 1980), Schauspielerin
- Nils-Eric Johansson (* 1980), Fußballspieler
- Douglas Murray (* 1980), Eishockeyspieler
- Daniel Örlund (* 1980), Fußballspieler
- Gustaf Skarsgård (* 1980), Schauspieler
- Matias Varela (* 1980), Schauspieler
- Rickard Wallin (* 1980), Eishockeyspieler

#### 1981 bis 1990

##### 1981 bis 1985
- Kajsa Bergström (* 1981), Curlerin
- Patrik Gerrbrand (* 1981), Fußballspieler
- Andreas Holmqvist (* 1981), Eishockeytorhüter
- Jöns Jönsson (* 1981), Filmregisseur und Drehbuchautor
- Niklas Kronwall (* 1981), Eishockeyspieler
- Benny Lekström (* 1981), Fußballspieler
- Johannes Möller (* 1981), Gitarrist
- Johnny Oduya (* 1981), Eishockeyspieler
- Andreas Siljeström (* 1981), Tennisspieler
- Joel Spira (* 1981), Schauspieler
- Johan Stuart (* 1981), Politiker
- Andreas Wilson (* 1981), Schauspieler
- Joel Grip (* 1982), Jazz- und Improvisationsmusiker
- Richard Henriksson (* 1982), Fußballspieler
- Stefan Ishizaki (* 1982), Fußballspieler
- Jimmy Lidberg (* 1982), Ringer
- Sarah Riedel (* 1982), Sängerin
- Anna Uddenberg (* 1982), Künstlerin
- Rebecca Ferguson (* 1983), Schauspielerin
- Daniel Fernholm (* 1983), Eishockeyspieler
- Anna-Carin Forstadius (* 1983), Squashspielerin
- Nicklas Grundsten (* 1983), Handballspieler
- Olof Guterstam (* 1983), Fußballspieler
- Aprilia Hägglöf (* 1983), Snowboarderin
- Badou Jack (* 1983), Boxer
- Andreas Jämtin (* 1983), Eishockeyspieler
- Henrik Karlsson (* 1983), Eishockeytorhüter
- Jonas Liwing (* 1983), Eishockeyspieler
- Loreen (* 1983), Sängerin berberisch-marokkanischer Herkunft
- Marie Serneholt (* 1983), Sängerin
- Daniel Tellander (* 1983), Handballspieler
- Adam Tensta (* 1983), Rapper
- Katia Winter (* 1983), Schauspielerin
- Michael Apelgren (* 1984), Handballspieler und -trainer
- Emil Christensen (* 1984), Counter-Strike-Spieler
- Robert Helenius (* 1984), Boxer
- John Dhani Lennevald (* 1984), Sänger, Tänzer und Modell
- Niki Lindroth von Bahr (* 1984), Regisseurin und Animatorin
- Sara Lumholdt (* 1984), Sängerin
- Petra Marklund (* 1984), Sängerin
- Helena Mattsson (* 1984), Schauspielerin
- Danijela Rundqvist (* 1984), Eishockeyspielerin
- Björn Runström (* 1984), Fußballspieler
- Evelina Samuelsson (* 1984), Eishockeyspielerin
- Lotta Schelin (* 1984), Fußballspielerin
- Josefin Shakya (* 1984), Eishockeyspielerin
- Fredrika Stahl (* 1984), Singer-Songwriterin
- Fredrik Stoor (* 1984), Fußballspieler
- John Dahlbäck (* 1985), House-DJ und Produzent
- Elliphant (* 1985), Electro- und Dancehall-Sängerin
- Nicklas Grossmann (* 1985), Eishockeyspieler
- Mattias Hargin (* 1985), Skirennläufer
- Kim Martin Hasson (* 1985), Eishockeytorhüterin
- Sebastian Kraupp (* 1985), Curler
- Sophia Somajo (* 1985), Sängerin
- Matias Strandvall (* 1985), Skilangläufer
- Linus Videll (* 1985), Eishockeyspieler

##### 1986 bis 1990
- Ellen Fjæstad (* 1986), Schauspielerin
- Grete Havnesköld (* 1986), Schauspielerin
- Per Karlsson (* 1986), Fußballspieler
- Kim Martin Hasson (* 1986), Eishockeytorhüterin
- Gabriel Özkan (* 1986), Fußballspieler
- Matilda Rapaport (1986–2016), Freeride-Sportlerin
- Danny Saucedo (* 1986), Sänger und Liedermacher
- Dick Axelsson (* 1987), Eishockeyspieler
- Sebastian Castro-Tello (* 1987), Fußballspieler
- Elina Eggers (* 1987), Wasserspringerin
- Andreas Engqvist (* 1987), Eishockeyspieler
- Melissa Horn (* 1987), Sängerin und Songschreiberin
- Martin Jacobson (* 1987), Pokerspieler
- Rosanna Munter (* 1987), Schauspielerin und Sängerin
- Anastasios Soulis (* 1987), Schauspieler
- Hedda Stiernstedt (* 1987), schwedische Schauspielerin
- Michael Almebäck (* 1988), Fußballspieler
- Aron Anderson (* 1988), Abenteurer und Ausnahmesportler
- Jhonas Enroth (* 1988), Eishockeytorhüter
- Robin Figren (* 1988), Eishockeyspieler
- Elsa Hosk (* 1988), Model
- Patrik Lundh (* 1988), Eishockeyspieler
- Maxida Märak (* 1988), schwedisch-samische Sängerin, Rapperin, Joikerin und Schauspielerin
- Lukas Meijer (* 1988), Pop- und Rocksänger
- Andreas Moe (* 1988), Sänger, Songwriter und Produzent
- Linda Oláh (* 1988), Jazz- und Improvisationsmusikerin
- Oscar von Sivers (* 1988), Eishockeyspieler
- Nadja Sofi (* 1988), schwedisch-US-amerikanische Schauspielerin
- Avicii (1989–2018), DJ, Remixer und Musikproduzent
- Albin Ekdal (* 1989), Fußballspieler
- Ernst De Geer (* 1989), Drehbuchautor und Filmregisseur
- Hanna Hermansson (* 1989), Mittelstreckenläuferin
- Illimar Lepik von Wirén (* 1989), estnischer Politiker und Diplomat
- Oscar Möller (* 1989), Eishockeyspieler
- Mark Owuya (* 1989), Eishockeytorwart
- Louise Schillgard (* 1989), Fußballspielerin
- Milos Sekulic (* 1989), Tennisspieler
- Ellen Arkbro (* 1990), Musikerin
- Dorothea Barth Jörgensen (* 1990), Model
- Gustav Bergman (* 1990), Orientierungsläufer
- Erik Blomqvist (* 1990), Schachspieler
- Bonn (* 1990), Musikproduzent und Songwriter
- Daniel Brodin (* 1990), Eishockeyspieler
- Omar Eljach (* 1990), Pokerspieler
- Antonia Göransson (* 1990), Fußballspielerin
- Moa Hjelmer (* 1990), Leichtathletin
- Marcus Krüger (* 1990), Eishockeyspieler
- Kajsa Mohammar (* 1990), Schauspielerin
- Anton Rödin (* 1990), Eishockeyspieler
- Bill Skarsgård (* 1990), Schauspieler
- Osman Sow (* 1990), schwedisch-senegalesischer Fußballspieler
- Alexander Urbom (* 1990), Eishockeyspieler

#### 1991 bis 2000

##### 1991 bis 1995
- Alesso (* 1991), DJ und House-Produzent
- Josefin Asplund (* 1991), Filmschauspielerin
- Anna Bergendahl (* 1991), Sängerin
- Patrik Brydolf (* 1991), Tennisspieler
- Arvida Byström (* 1991), Model, Fotografin und Künstlerin
- Patrick Cehlin (* 1991), Eishockeyspieler
- Nathalie Eklund (* 1991), Radrennfahrerin
- Nathalie Hagman (* 1991), Handballspielerin
- Philip Hellquist (* 1991), Fußballspieler
- Philip Holm (* 1991), Eishockeyspieler
- Jacob Josefson (* 1991), Eishockeyspieler
- Tom Ljungman (* 1991), Schauspieler
- Sebastian Owuya (* 1991), Eishockeyspieler
- Youssef Skhayri (* 1991), Musikproduzent und Kinderdarsteller
- Henrik Harlaut (* 1991), Freestyle-Skier
- Linn Blohm (* 1992), Handballspielerin
- Tobias Blomgren (* 1992), Tennisspieler
- Sandro Cavazza (* 1992), Popsänger und Songwriter
- John Guidetti (* 1992), Fußballspieler
- Mattias Janmark (* 1992), Eishockeyspieler
- Gabriel Landeskog (* 1992), Eishockeyspieler
- Joel Lyssarides (* 1992), Jazzmusiker
- Alexander Milošević (* 1992), Fußballspieler
- Patrik Nemeth (* 1992), Eishockeyspieler
- Molly Sandén (* 1992), Popsängerin
- Matilda Söderlund (* 1992), Sportkletterin
- Felicia Danielsson (* 1993), Schauspielerin und Drehbuchautorin
- Magdalena Eriksson (* 1993), Fußballspielerin
- Frida Gustavsson (* 1993), Model und Schauspielerin
- Mikael Ishak (* 1993), Fußballspieler
- Rickard Rakell (* 1993), Eishockeyspieler
- Cassandra Tollbring (* 1993), Handballspielerin
- Julia Winter (* 1993), britische Schauspielerin
- Oscar Dansk (* 1994), Eishockeytorhüter
- Sabina Ddumba (* 1994), Sängerin
- Edvin Endre (* 1994), Schauspieler
- Emil Krafth (* 1994), Fußballspieler
- Jacob Une Larsson (* 1994), Fußballspieler
- Emil Frend Öfors (* 1994), Handballspieler
- Helena Rapaport (* 1994), Skirennläuferin
- Carla Sehn (* 1994), Schauspielerin
- Fred Simonsson (* 1994), Tennisspieler
- Simon Tibbling (* 1994), Fußballspieler
- Léonie Vincent (* 1994), schwedisch‑französische Schauspielerin
- Andreas Borgman (* 1995), Eishockeyspieler
- Kåre Hedebrant (* 1995), Schauspieler
- Jesper Karlström (* 1995), Fußballspieler
- Jonathan Mridha (* 1995), Tennisspieler
- Robin Norell (* 1995), Eishockeyspieler
- Carl Starfelt (* 1995), Fußballspieler

##### 1996 bis 2000
- Jonathan Augustinsson (* 1996), Fußballspieler
- Anthon Bosch (* 1996), schwedisch-südafrikanischer Snowboarder
- Emma Ekenman-Fernis (* 1996), Handballspielerin
- Andreas Englund (* 1996), Eishockeyspieler
- Simon Freund (* 1996), Tennisspieler
- Ludvig Håkanson (* 1996), Basketballspieler
- Lucas Ekeståhl Jonsson (* 1996), Eishockeyspieler
- Jakob Forsbacka Karlsson (* 1996), Eishockeyspieler
- Mathilda Lundström (* 1996), Handballspielerin
- Mattias Markusson (* 1996), Basketballspieler
- Clara Nistad (* 1996), Badmintonspielerin
- Anton Salétros (* 1996), Fußballspieler
- Nils Wetterholm (* 1996), Schauspieler
- Kevin Deeromram (* 1997), thailändisch-schwedischer Fußballspieler
- Oliver Kylington (* 1997), schwedischer Eishockeyspieler eritreischer Abstammung
- Carl Söderlund (* 1997), Tennisspieler
- Felix Beijmo (* 1998), Fußballspieler
- Leo Bengtsson (* 1998), Fußballspieler
- Mirjam Björklund (* 1998), Tennisspielerin
- Jesper Bratt (* 1998), Eishockeyspieler
- Isa (* 1998), Sängerin und Songwriterin
- Daniela de Jong (* 1998), Handballspielerin
- Helene Kindberg (* 1998), Handballspielerin
- Isac Lidberg (* 1998), Fußballspieler
- Amanda Nildén (* 1998), Fußballspielerin
- Bianca Salming (* 1998), Siebenkämpferin
- Irma Schjött (* 1998), Handballspielerin
- Simon Sundström (* 1998), Hindernisläufer
- Joel Asoro (* 1999), schwedisch-nigerianischer Fußballspieler
- Gustav Davidsson (* 1999), Handballspieler
- Lisa Gunnarsson (* 1999), Stabhochspringerin
- Linus Lundqvist (* 1999), Automobilrennfahrer
- Vilma Matthijs Holmberg (* 1999), Handballspielerin
- Frida Rosell (* 1999), Handballspielerin
- Leopold Wahlstedt (* 1999), Fußballspieler
- Isabelle Andersson (* 2000), Handballspielerin
- Klara Hammarström (* 2000), Popsängerin
- Bilal Hussein (* 2000), Fußballspieler
- Dejan Kulusevski (* 2000), Fußballspieler
- Gustaf Lagerbielke (* 2000), Fußballspieler

### 21. Jahrhundert

#### 2001 bis 2010
- Jonatan Hellvig (* 2001), Beachvolleyballspieler
- Gustav Lindgren (* 2001), Fußballspieler
- Viktor Tingström (* 2001), Dartspieler
- Oskar Edlund (* 2002), Leichtathlet
- Einár (2002–2021), Rapper
- Wilma Lidén (* 2002), Schauspielerin
- Daniel Lozakovich (* 2002), Geiger
- Josafat Mendes (* 2002), Fußballspieler
- Tom Strannegård (* 2002), Fußballspieler
- Daniel Svensson (* 2002), Fußballspieler
- Patrícia Tajcnárová (* 2002), slowakische Bobfahrerin
- Leo Borg (* 2003), Tennisspieler
- Jusef Erabi (* 2003), Fußballspieler
- Edvin Ryding (* 2003), Schauspieler
- Greta Thunberg (* 2003), Klimaschutzaktivistin und Gründerin von Fridays for Future
- Matilda Vinberg (* 2003), Fußballspielerin
- Deniz Gül (* 2004), schwedisch-türkischer Fußballspieler
- Stella Huselius (* 2004), Handballspielerin
- Williot Swedberg (* 2004), Fußballspieler
- Cornelia Öhlund (* 2005), Skirennläuferin
- Bella Andersson (* 2006), Fußballspielerin
- Lucas Bergvall (* 2006), Fußballspieler

## Persönlichkeiten, die vor Ort gewirkt haben
- Lars Ulstadius (um 1650–1732), schwedisch-finnischer lutherischer Pietist und Märtyrer, ab 1693 im Stockholmer Gefängnis „Smedjegården“ inhaftiert
- Augusta Lundin (1840–1919), Modedesignerin, Schneiderin und Modehausbesitzerin
- Carl Möller (1857–1933), Architekt, wohnte ab 1881 in Stockholm, wo er auch aktiv in der Stadtgestaltung war